# Peso mexicano
El peso mexicano es la moneda de curso legal de México. Es la primera moneda en el mundo en utilizar el signo $, incluso antes que el dólar estadounidense, el cual más tarde lo adoptó para su propio uso. El peso mexicano es la decimoquinta moneda más negociada en el mundo, la más negociada de América Latina y la tercera más negociada en toda América. El código ISO 4217 actual para el peso es MXN; antes de la revalorización en 1993, se utilizó el código MXP. El peso se divide en 100 centavos, representados por el signo ¢. El nombre peso ha correspondido a dos unidades monetarias mexicanas diferentes:
- La primera de ellas se identifica con el código ISO MXP, que fue vigente hasta el 31 de diciembre de 1992.
- La segunda, equivalente a 1000 MXP, entró en vigencia el 1 de enero de 1993,[5] y tiene asignado el código ISO MXN. Esta unidad se denominó Nuevo Peso Mexicano hasta el 31 de diciembre de 1995 y simplemente Peso Mexicano desde el 1 de enero de 1996 hasta la fecha.[6] Las monedas que a la fecha circulan en México están conformadas por semicírculos o anillos con motivos alusivos a la «Piedra del Sol» o «Calendario Azteca».

## Historia

### Período virreinal

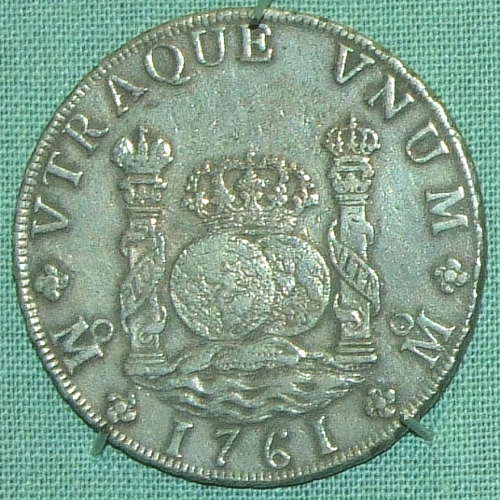
Real de ocho acuñado en la ceca de México en 1761.

La historia de monedas con el nombre de "peso" en el actual México comenzó poco después de la conquista, cuando arribó el virrey Antonio de Mendoza y Pacheco, quien traía consigo la encomienda de la Corona Española, para la creación de la primera casa de moneda de América. De tal manera que en 1535 es fundada la Casa de Moneda de México (ceca). A la moneda que se acuñaba, se le denominaba Real de a 8 o peso duro, contenía 27,5 gramos (1 onzas) de plata, con un grado de pureza mayor a 900 milésimas, dejando atrás la burda calidad de los primeros años. Cabe señalar que el Real de a ocho se venía utilizando en España antes de su encuentro con el Nuevo Mundo, pero este acontecimiento lo marcó tiempo después, como la moneda más importante del mundo por cerca de 400 años.
El comercio fue el motor de la expansión global del Real de a ocho, su difusión comenzó con las rutas que partían desde España hacia el puerto novohispano de Veracruz y desde el puerto de Acapulco hasta Filipinas y China, a través de los galeones o Naos, es decir, se utilizó en España, en todos sus territorios y puertos de ultramar.
Cuando comenzó la emancipación de América, los ejércitos independentistas acuñaron sus propias monedas también. José María Morelos acuñó monedas de cobre por la escasez de plata imperante durante las revueltas, esas monedas eran promesas de pago al momento que terminara la independencia, es decir, se cambiarían por monedas de plata; esto supone la primera aparición del dinero fiduciario en México, las monedas que utilizaban el ejército realista y el independentista, circularon indistintamente por todo el país, incluso en Canadá, Estados Unidos y América Central.

### Período post-independencia
Después de la independencia de México, las autoridades del país mantuvieron el sistema octal español de unidades monetarias durante muchos años, acuñando reales y escudos mexicanos.
Fue solamente en los años 1860 que se introdujo el sistema decimal, con la creación de una nueva unidad monetaria, el peso, dividido en 100 centavos. El decreto fue emitido en 1861 por el gobierno de Benito Juárez, pero la aplicación solamente se dio en 1864, con el advenimiento del Segundo Imperio Mexicano, que acuñó las primeras monedas denominadas en pesos y centavos.

### El peso en el mundo

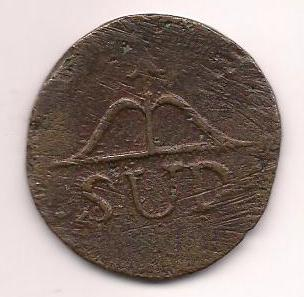
Moneda de cobre de 8 reales acuñada durante la Guerra de Independencia.

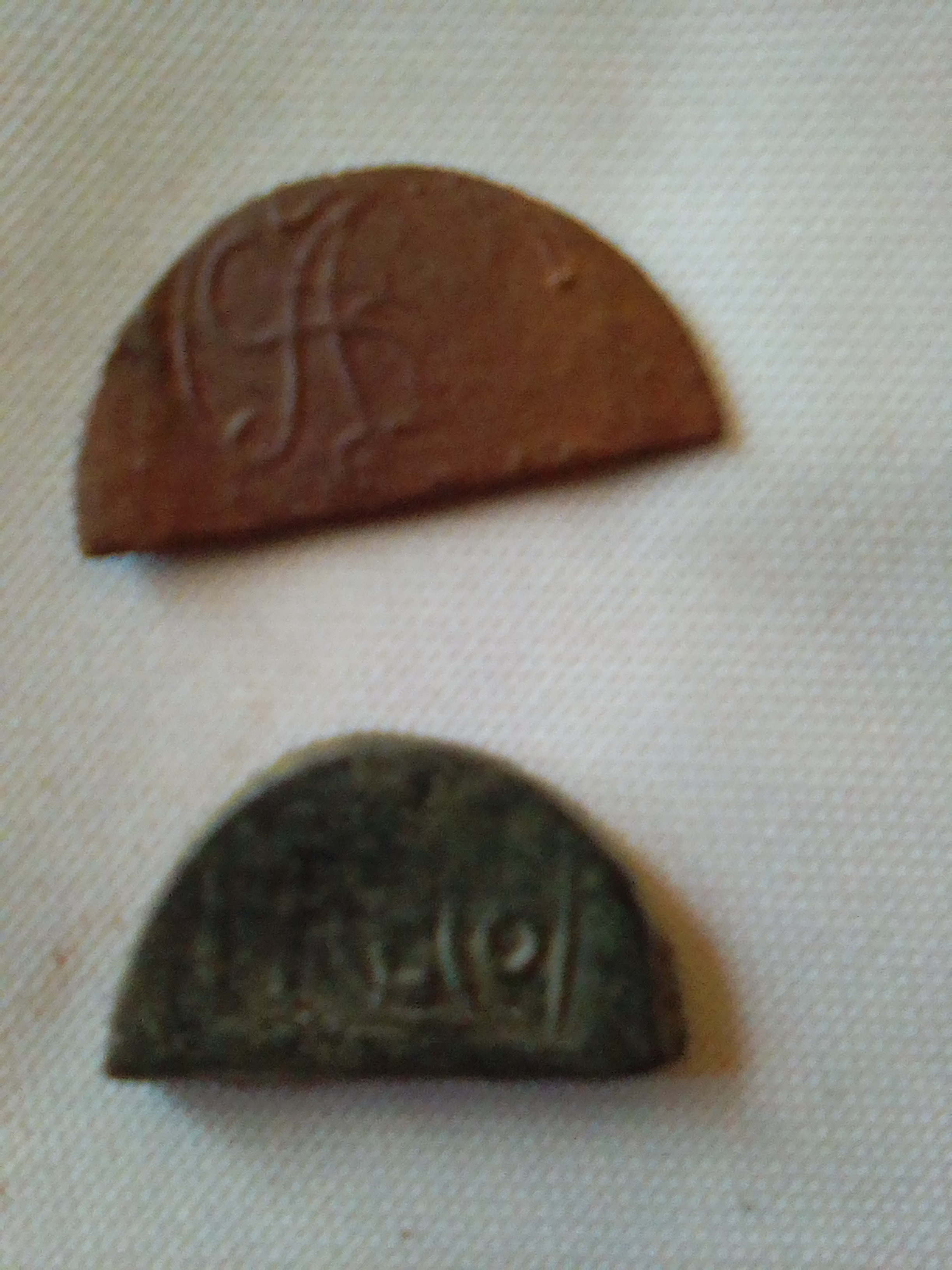
Tajos de monedas para obtener fracciones por comerciantes y resellados por los mismos.

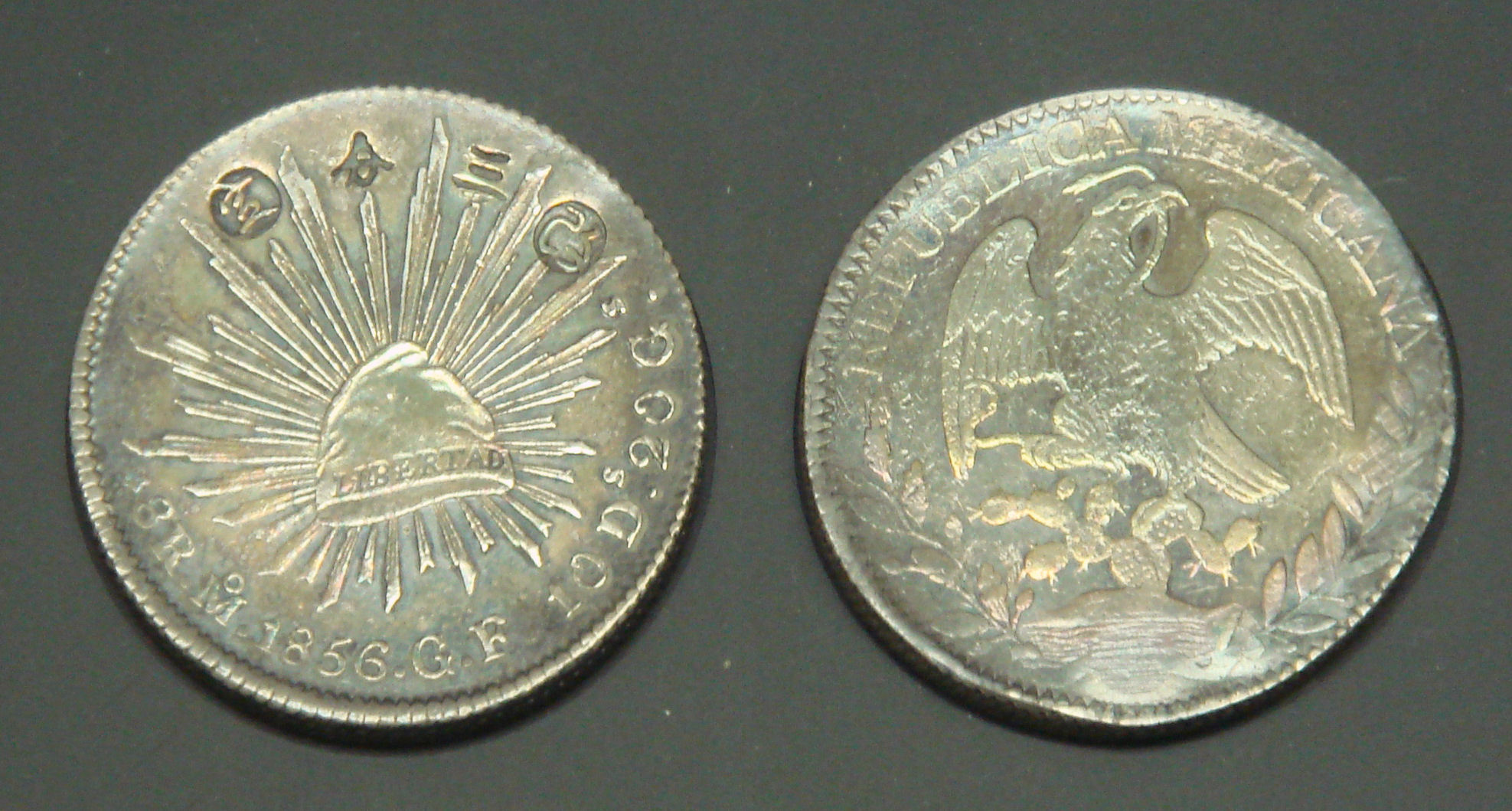
Moneda mexicana de 1859 resellada en Japón para su curso legal en ese país asiático.

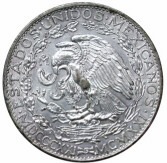
Moneda de dos pesos de 1921 conmemorativa del centenario de la independencia.

Cuando Estados Unidos logró su independencia, se vio en la necesidad de crear una moneda nacional y mediante un decreto firmado el 6 de julio de 1785, las monedas fabricadas en el Virreinato de Nueva España pasaron a ser la base del sistema monetario estadounidense, solo que su nombre convencional sería cambiado a dólar estadounidense y la paridad se fijó en un peso plata por un dólar estadounidense, el cual no se comenzó a acuñar sino hasta el 2 de abril de 1792, año en que se estableció la casa de moneda de los Estados Unidos. Incluso en 1793, el Congreso de los Estados Unidos declaró a las monedas de la Corona española medio legal de pago y en esa calidad se mantuvieron hasta el 21 de febrero de 1857. En América Central, el peso mexicano dejó de ser medio legal de pago en 1824; en Canadá, hasta el 1 de enero de 1858; en las Filipinas, hasta 1904; y en China, (la original ocho reales de 1821-1909) hasta 1935. Cabe señalar que mucho tiempo antes, en estos países ya había empezado a circular papel moneda con diferentes denominaciones que acreditaba al portador el equivalente de dicho pagaré en monedas de plata mexicana. Con el tiempo, estos pagarés (o billetes) empezaron a apreciarse de valor y ya durante el Porfiriato, aunque este continuó utilizando la moneda de plata, la paridad empezó a fluctuar entre uno y dos pesos por dólar.
Al igual que con su antecesor, el real de a 8, el comercio español con China hizo que el peso se difundiera también en el sureste asiático, por lo que las piezas eran reselladas para que tuvieran curso legal en esos países. La necesidad de moneda fraccionaria causó que a menudo las piezas fueran cortadas físicamente en dos, cuatro u ocho trozos, para lograr un cambio más pequeño para posteriormente resellarlas para su uso. Este es el origen de la expresión mexicana «no tengo ni un peso partido por la mitad».
En 1931, la ley monetaria establecía la equivalencia y respaldo de la moneda mexicana en 0,75 g (0,03 onzas) de oro puro por peso emitido.
Tiempo después, se incrementó el uso del dinero fiduciario en México, por lo que la ley monetaria del país obligaba a los bancos a respaldar en metálico por lo menos una tercera parte de los pesos emitidos en billetes.
Desde 1535 las monedas mexicanas son fabricadas por la Casa de Moneda de México, y desde el 15 de marzo de 1861 se dividen de acuerdo al sistema métrico decimal. El 1 de agosto de 1864 inició operaciones el Banco de Londres y México. En 1925 se creó el Banco de México, que autorizó la fabricación del papel moneda a la Compañía Estadounidense de Billetes. No es sino hasta 1969 cuando el papel moneda empezó a ser emitido por la fábrica de billetes del Banco de México. A lo largo de la historia, la Casa de Moneda de México, así como, en su momento, el Banco de México, ha gozado de prestigio internacional por la calidad de las monedas y billetes, así como por estar a la vanguardia en elementos de seguridad y materias primas.

### Devaluación del peso mexicano
Debido a la inestabilidad económica del país en los años 1980, la inflación hizo crecer enormemente el precio de las mercancías, lo que hizo necesario emitir billetes de denominaciones cada vez más altas, que después resultaban ya inverosímiles y reflejaban de manera poco fiel las verdaderas reservas de plata y oro del país.[cita requerida]

### El nuevo peso
Por tal motivo, mediante decreto publicado el 22 de junio de 1992 en el Diario Oficial de la Federación, a partir del 1 de enero de 1993 entró en vigor una nueva unidad monetaria para los Estados Unidos Mexicanos denominada "nuevo peso", el cual le quitaba 3 ceros al anterior, de tal manera que 1,000 pesos de 1980 equivalen a 1 nuevo peso (N$) desde enero de 1993. Los objetivos de esta medida eran:
- Facilitar la comprensión de grandes cantidades de dinero.
- Facilitar las transacciones.
- Lograr un empleo más eficiente de los sistemas de cómputo y registro contable.

Este cambio se programó para realizarse en tres años, de acuerdo con el siguiente calendario:
- Introducción del nuevo peso: 1 de enero de 1993.
- Coexistencia de ambas monedas con desfasamiento gradual del peso hasta su desaparición, desde el 1 de enero de 1993 hasta 31 de diciembre de 1995.
- Desmonetización de los antiguos pesos[14] y supresión de la palabra nuevo para volver a la denominación peso, en la nueva unidad monetaria.
- Para el 1 de enero de 1996, se esperaba que ya no hubiera ningún viejo peso en circulación.
- De este modo, de 1993 a 1996 se usaban de manera indistinta los pesos y los nuevos pesos.[15]

### Monedas que estuvieron en circulación
En la última serie de pesos anterior a 1992 se emitieron monedas con faciales comprendidos entre un centavo y 5,000 pesos. En las distintas épocas, tanto las aleaciones como los tamaños y los valores iban cambiando sus características técnicas, debido principalmente a la inflación de la década de 1970 y 1980. Estas monedas aún pueden ser cambiadas por su equivalente en pesos actuales en 414 centros de canje dentro del país, bajo ciertas reglas.

## Monedas actualmente en circulación
| Denominación | Años de producción | Metal | Metal | Diámetro          | Forma    | Peso              | Canto                | Marco                       | Anverso                                                                                              | Reverso |
| Denominación | Años de producción | Anillo | Centro | Diámetro          | Forma    | Peso              | Canto                | Marco                       | Anverso                                                                                              | Reverso |
| ------------ | ------------------ | --- | --- | ----------------- | -------- | ----------------- | -------------------- | --------------------------- | --- | --- |
| 10¢          | 2009-2019          | Hierro 77.06% min. OtrosCromo 16-18% Níquel 0.75% max. Carbono 0.12% max. Silicio 1% max. Manganeso 1% max. Azufre 0.03% max. Fósforo 0.04% max. | Hierro 77.06% min. OtrosCromo 16-18% Níquel 0.75% max. Carbono 0.12% max. Silicio 1% max. Manganeso 1% max. Azufre 0.03% max. Fósforo 0.04% max. | 14 mm (0,6 plg)   | Circular | 1,755 g (0,1 oz)  | Ranura Perimetral    | Liso                        | Escudo Nacional Mexicano con la leyenda "ESTADOS UNIDOS MEXICANOS" formando el semicírculo superior. | Número “10”, símbolo “¢”, año de acuñación, símbolo de la Casa de Moneda de México y una estilización del Anillo del Sacrificio de la Piedra del Sol. |
| 20¢          | 2009-2019          | Hierro 77.06% min. OtrosCromo 16-18% Níquel 0.75% max. Carbono 0.12% max. Silicio 1% max. Manganeso 1% max. Azufre 0.03% max. Fósforo 0.04% max. | Hierro 77.06% min. OtrosCromo 16-18% Níquel 0.75% max. Carbono 0.12% max. Silicio 1% max. Manganeso 1% max. Azufre 0.03% max. Fósforo 0.04% max. | 15,3 mm (0,6 plg) | Circular | 2,258 g (0,1 oz)  | Estraido discontinuo | Liso                        | Escudo Nacional Mexicano con la leyenda "ESTADOS UNIDOS MEXICANOS" formando el semicírculo superior. | Número "20", símbolo "¢", año de acuñación, símbolo de la Casa de Moneda de México y una estilización del Acatl, decimotercer día de la Piedra del Sol. |
| 50¢          | 2009-presente      | Hierro 77.06% min. OtrosCromo 16-18% Níquel 0.75% max. Carbono 0.12% max. Silicio 1% max. Manganeso 1% max. Azufre 0.03% max. Fósforo 0.04% max. | Hierro 77.06% min. OtrosCromo 16-18% Níquel 0.75% max. Carbono 0.12% max. Silicio 1% max. Manganeso 1% max. Azufre 0.03% max. Fósforo 0.04% max. | 17 mm (0,7 plg)   | Circular | 3,103 g (0,1 oz)  | Liso                 | Liso                        | Escudo Nacional Mexicano con la leyenda "ESTADOS UNIDOS MEXICANOS" formando el semicírculo superior. | En la parte central de la moneda, el número cincuenta "50" como motivo principal, símbolo de centavos "¢", año de acuñación, símbolo de la Casa de Moneda de México y una estilización del Anillo de la Aceptación de la Piedra del Sol.                                |
| $1           | 1996-presente      | Hierro 77.06% min. OtrosCromo 16-18% Níquel 0.75% max. Carbono 0.12% max. Silicio 1% max. Manganeso 1% max. Azufre 0.03% max. Fósforo 0.04% max. | Cobre 92% Aluminio 6% Níquel 2% | 21 mm (0,8 plg)   | Circular | 3,95 g (0,1 oz)   | Liso                 | Liso                        | Escudo Nacional Mexicano con la leyenda "ESTADOS UNIDOS MEXICANOS" formando el semicírculo superior. | En el centro de la moneda: el símbolo "$" y el número "1", año de acuñación y símbolo de la Casa de Moneda de México. En el anillo perimétrico de la moneda: Estilización del anillo del Resplandor de la Piedra del Sol.                                               |
| $2           | 1996-presente      | Hierro 77.06% min. OtrosCromo 16-18% Níquel 0.75% max. Carbono 0.12% max. Silicio 1% max. Manganeso 1% max. Azufre 0.03% max. Fósforo 0.04% max. | Cobre 92% Aluminio 6% Níquel 2% | 23 mm (0,9 plg)   | Circular | 5,19 g (0,2 oz)   | Liso                 | Liso                        | Escudo Nacional Mexicano con la leyenda "ESTADOS UNIDOS MEXICANOS" formando el semicírculo superior. | En el centro de la moneda: símbolo "$", el número "2", año de acuñación y en símbolo de la Casa de Moneda de México. En el anillo perimétrico de la moneda: Estilización del Anillo de los Días de la Piedra del Sol.                                                   |
| $5           | 1996-presente      | Hierro 77.06% min. OtrosCromo 16-18% Níquel 0.75% max. Carbono 0.12% max. Silicio 1% max. Manganeso 1% max. Azufre 0.03% max. Fósforo 0.04% max. | Cobre 92% Aluminio 6% Níquel 2% | 25,5 mm (1 plg)   | Circular | 7,07 g (0,2 oz)   | Liso                 | Liso                        | Escudo Nacional Mexicano con la leyenda "ESTADOS UNIDOS MEXICANOS" formando el semicírculo superior. | En el centro de la moneda: símbolo "$", el número "5", año de acuñación y símbolo de la Casa de Moneda de México. En el anillo perimétrico de la moneda: Estilización del Anillo de las Serpientes de la Piedra del Sol.                                                |
| $10          | 1997-presente      | Cobre 92% Aluminio 6% Níquel 2% | Cobre 65% Zinc 25% Níquel 10% | 28 mm (1,1 plg)   | Circular | 10,329 g (0,4 oz) | Estriado             | Liso con gráfila escalonada | Escudo Nacional Mexicano con la leyenda "ESTADOS UNIDOS MEXICANOS" formando el semicírculo superior. | En el centro de la moneda: Círculo central de la Piedra del Sol que representa a Tonatiuh con la máscara de fuego. En el anillo perimétrico de la moneda: símbolo "$", número "10", año de acuñación, símbolo de la Casa de Moneda de México y la leyenda "DIEZ PESOS". |

| Denominación | Años de producción | Metal            | Metal                      | Diámetro                                               | Forma                | Peso              | Canto                | Marco                       | Anverso | Reverso |
| Denominación | Años de producción | Anillo           | Centro                     | Diámetro                                               | Forma                | Peso              | Canto                | Marco                       | Anverso | Reverso |
| ------------ | ------------------ | ---------------- | -------------------------- | ------------------------------------------------------ | -------------------- | ----------------- | -------------------- | --------------------------- | --- | --- |
| 5¢           | 1993-1996          | Acero inoxidable | Acero inoxidable           | 15,5 mm (0,6 plg)                                      | Circular             | 1,58 g (0,1 oz)   | Liso                 | Pentagonal                  | Al centro, el Escudo Nacional Mexicano en relieve escultórico, con la leyenda "ESTADOS UNIDOS MEXICANOS" formando el semicírculo superior. | En la parte central de la moneda, el número cinco "5" como motivo principal, símbolo de centavos "¢", año de acuñación, símbolo de la Casa de Moneda de México (M°) y una estilización de los rayos solares del Anillo de los Quincunces de la Piedra del Sol.           |
| 5¢           | 1996-2002          | Acero inoxidable | Acero inoxidable           | 15,5 mm (0,6 plg)                                      | Circular             | 1,58 g (0,1 oz)   | Liso                 | Pentagonal                  | Al centro, el Escudo Nacional Mexicano en relieve escultórico, con la leyenda "ESTADOS UNIDOS MEXICANOS" formando el semicírculo superior. | En la parte central de la moneda, el número cinco "5" como motivo principal, símbolo de centavos "¢", año de acuñación, símbolo de la Casa de Moneda de México (M°) y una estilización de los rayos solares del Anillo de los Quincunces de la Piedra del Sol.           |
| 10¢          | 1993-1996          | Acero inoxidable | Acero inoxidable           | 17 mm (0,7 plg)                                        | Circular             | 2,08 g (0,1 oz)   | Liso                 | Hexagonal                   | Al centro, el Escudo Nacional Mexicano en relieve escultórico, con la leyenda "ESTADOS UNIDOS MEXICANOS" formando el semicírculo superior. | En la parte central de la moneda el número diez “10” como motivo principal, valor facial, símbolo de centavos “¢”, año de acuñación, símbolo de la Casa de Moneda de México y una estilización del Anillo del Sacrificio de la Piedra del Sol.                           |
| 10¢          | 1996-2009          | Acero inoxidable | Acero inoxidable           | 17 mm (0,7 plg)                                        | Circular             | 2,08 g (0,1 oz)   | Liso                 | Hexagonal                   | Al centro, el Escudo Nacional Mexicano en relieve escultórico, con la leyenda "ESTADOS UNIDOS MEXICANOS" formando el semicírculo superior. | En la parte central de la moneda el número diez “10” como motivo principal, valor facial, símbolo de centavos “¢”, año de acuñación, símbolo de la Casa de Moneda de México y una estilización del Anillo del Sacrificio de la Piedra del Sol.                           |
| 20¢          | 1993-1996          | Bronce Aluminio  | Bronce Aluminio            | 19,5 mm (0,8 plg) (círculo que inscribe al dodecágono) | Dodecagonal          | 3,04 g (0,1 oz)   | Liso                 | Liso                        | Al centro, el Escudo Nacional Mexicano en relieve escultórico, con la leyenda "ESTADOS UNIDOS MEXICANOS" formando el semicírculo superior. | En la parte central de la moneda, el número veinte "20" como motivo principal, símbolo de centavos "¢", año de acuñación, símbolo de la Casa de Moneda de México y una estilización del Acatl, decimotercer día de la Piedra del Sol.                                    |
| 20¢          | 1996-2009          | Bronce Aluminio  | Bronce Aluminio            | 19,5 mm (0,8 plg) (círculo que inscribe al dodecágono) | Dodecagonal          | 3,04 g (0,1 oz)   | Liso                 | Liso                        | Al centro, el Escudo Nacional Mexicano en relieve escultórico, con la leyenda "ESTADOS UNIDOS MEXICANOS" formando el semicírculo superior. | En la parte central de la moneda, el número veinte "20" como motivo principal, símbolo de centavos "¢", año de acuñación, símbolo de la Casa de Moneda de México y una estilización del Acatl, decimotercer día de la Piedra del Sol.                                    |
| 50¢          | 1993-1996          | Bronce Aluminio  | Bronce Aluminio            | 22 mm (0,9 plg) (círculo que inscribe al dodecágono)   | Dodecagonal muescada | 4,39 g (0,2 oz)   | Liso                 | Liso                        | Al centro, el Escudo Nacional Mexicano en relieve escultórico, con la leyenda "ESTADOS UNIDOS MEXICANOS" formando el semicírculo superior. | En la parte central de la moneda, el número cincuenta "50" como motivo principal, símbolo de centavos "¢", año de acuñación, símbolo de la Casa de Moneda de México y una estilización del Anillo de la Aceptación de la Piedra del Sol.                                 |
| 50¢          | 1996-2009          | Bronce Aluminio  | Bronce Aluminio            | 22 mm (0,9 plg) (círculo que inscribe al dodecágono)   | Dodecagonal muescada | 4,39 g (0,2 oz)   | Liso                 | Liso                        | Al centro, el Escudo Nacional Mexicano en relieve escultórico, con la leyenda "ESTADOS UNIDOS MEXICANOS" formando el semicírculo superior. | En la parte central de la moneda, el número cincuenta "50" como motivo principal, símbolo de centavos "¢", año de acuñación, símbolo de la Casa de Moneda de México y una estilización del Anillo de la Aceptación de la Piedra del Sol.                                 |
| N$1          | 1993-1996          | Acero inoxidable | Bronce Aluminio            | 21 mm (0,8 plg)                                        | Circular             | 3,95 g (0,1 oz)   | Liso                 | Liso                        | Al centro, el Escudo Nacional Mexicano en relieve escultórico, con la leyenda "ESTADOS UNIDOS MEXICANOS" formando el semicírculo superior. | En el centro de la moneda: el símbolo "N$" y el número "1", año de acuñación y símbolo de la Casa de Moneda de México. En el anillo perimétrico de la moneda: Estilización del anillo del Resplandor de la Piedra del Sol.                                               |
| N$2          | 1993-1996          | Acero inoxidable | Bronce Aluminio            | 23 mm (0,9 plg)                                        | Circular             | 5,19 g (0,2 oz)   | Liso                 | Liso                        | Al centro, el Escudo Nacional Mexicano en relieve escultórico, con la leyenda "ESTADOS UNIDOS MEXICANOS" formando el semicírculo superior. | En el centro de la moneda: símbolo "N$", el número "2", año de acuñación y en símbolo de la Casa de Moneda de México. En el anillo perimétrico de la moneda: Estilización del Anillo de los Días de la Piedra del Sol.                                                   |
| N$5          | 1993-1996          | Acero inoxidable | Bronce Aluminio            | 25,5 mm (1 plg)                                        | Circular             | 7,07 g (0,2 oz)   | Liso                 | Liso                        | Al centro, el Escudo Nacional Mexicano en relieve escultórico, con la leyenda "ESTADOS UNIDOS MEXICANOS" formando el semicírculo superior. | En el centro de la moneda: símbolo "N$", el número "5", año de acuñación y símbolo de la Casa de Moneda de México. En el anillo perimétrico de la moneda: estilización del Anillo de las Serpientes de la Piedra del Sol.                                                |
| N$10         | 1993-1996          | Bronce Aluminio  | Plata Sterling (Ley 0.925) | 28 mm (1,1 plg)                                        | Circular             | 10,329 g (0,4 oz) | Estriado             | Liso con gráfila escalonada | Al centro, el Escudo Nacional Mexicano en relieve escultórico, con la leyenda "ESTADOS UNIDOS MEXICANOS" formando el semicírculo superior. | En el centro de la moneda: Círculo central de la Piedra del Sol que representa a Tonatiuh con la máscara de fuego. En el anillo perimétrico de la moneda: símbolo "N$", número "10", año de acuñación, símbolo de la Casa de Moneda de México y la leyenda "DIEZ PESOS". |
| N$20         | 1993-1996          | Bronce Aluminio  | Plata Sterling (Ley 0.925) | 32 mm (1,3 plg)                                        | Circular             | 16,996 g (0,6 oz) | Estriado discontinuo | Liso con gráfila escalonada | Al centro, el Escudo Nacional Mexicano en relieve escultórico, con la leyenda "ESTADOS UNIDOS MEXICANOS" formando el semicírculo superior. | En el centro de la moneda: Efigie de "Don Miguel Hidalgo y Costilla", símbolo de la Casa de Moneda de México, año de acuñación, leyenda "HIDALGO", símbolo "N$" y número "20". En el anillo perimétrico de la moneda: Una guirnalda de laureles.                         |
| N$50         | 1993-1996          | Bronce Aluminio  | Plata Sterling (Ley 0.925) | 39 mm (1,5 plg)                                        | Circular             | 33,976 g (1,2 oz) | Estriado             | Liso con gráfila escalonada | Al centro, el Escudo Nacional Mexicano en relieve escultórico, con la leyenda "ESTADOS UNIDOS MEXICANOS" formando el semicírculo superior. | En el centro de la moneda: Efigie de los Niños Héroes, símbolo de la Casa de Moneda de México, año de acuñación, leyenda "NIÑOS HÉROES", símbolo "N$" y número "50". En el anillo perimétrico de la moneda: Una guirnalda de laureles.                                   |

| Denominación | Periodo de acuñación | Metal           | Metal                 | Diámetro        | Peso              | Anverso                                                             | Reverso |
| Denominación | Periodo de acuñación | Anillo          | Centro                | Diámetro        | Peso              | Anverso                                                             | Reverso |
| ------------ | -------------------- | --------------- | --------------------- | --------------- | ----------------- | ------------------------------------------------------------------- | --- |
| $10          | 2012                 | Bronce-aluminio | Cobre-Níquel-Zinc     | 28 mm (1,1 plg) | 10,329 g (0,4 oz) | Escudo Nacional y nombre oficial del país: ESTADOS UNIDOS MEXICANOS | Valor facial, flanqueada por los años 1862 y 2012, marca de la Casa de Moneda de México, retrato del general Ignacio Zaragoza, escenas de la Batalla de Puebla y los Fuertes de Loreto y Guadalupe. Al margen, en semicírculo superior y en dos líneas, la leyenda "150 ANIVERSARIO DE LA BATALLA DE PUEBLA / 5 DE MAYO". |
| $20          | 2000-2001            | Bronce-aluminio | Cobre-Níquel-Zinc     | 32 mm (1,3 plg) | 15,945 g (0,6 oz) | Escudo Nacional y nombre oficial del país: ESTADOS UNIDOS MEXICANOS | Valor facial, año de acuñación, marca de la Casa de Moneda de México y busto de Octavio Paz y la leyenda "Todo es presencia, todos los siglos son este presente". |
| $20          | 2010                 | Bronce-aluminio | Cobre-Níquel-Zinc     | 32 mm (1,3 plg) | 15,945 g (0,6 oz) | Escudo Nacional y nombre oficial del país: ESTADOS UNIDOS MEXICANOS | Valor facial, año de acuñación, marca de la Casa de Moneda de México y busto de Octavio Paz y las leyendas "Premio Nobel de Literatura 1990", "VEINTE PESOS" y arriba de este en semicírculo, la leyenda "Todo es presencia, todos los siglos son este presente". |
| $20          | 2013                 | Bronce-aluminio | Cobre-Níquel-Zinc     | 32 mm (1,3 plg) | 15,945 g (0,6 oz) | Escudo Nacional y nombre oficial del país: ESTADOS UNIDOS MEXICANOS | Valor facial, año de acuñación, marca de la Casa de Moneda de México y retrato del senador chiapaneco Belisario Domínguez Palencia detrás del cual dos bandas atraviesan, de izquierda a derecha, al fondo del campo. Sobre el retrato está la leyenda "BELISARIO DOMÍNGUEZ ENNOBLECIÓ A LA PATRIA". A la derecha se encuentra la leyenda "100 ANIVERSARIO LUCTUOSO" y a la derecha "150 ANIVERSARIO DE SU NACIMIENTO". |
| $20          | 2013                 | Bronce-aluminio | Cobre-Níquel-Zinc     | 32 mm (1,3 plg) | 15,945 g (0,6 oz) | Escudo Nacional y nombre oficial del país: ESTADOS UNIDOS MEXICANOS | Valor facial, año de acuñación, marca de la Casa de Moneda de México y silueta de un busto de perfil de un soldado con casco, flanqueado por los años 1913 y 2013; con las leyendas "100 AÑOS DEL EJÉRCITO MEXICANO" y "100 AÑOS DE LEALTAD". |
| $20          | 2014                 | Bronce-aluminio | Cobre-Níquel-Zinc     | 32 mm (1,3 plg) | 15,945 g (0,6 oz) | Escudo Nacional y nombre oficial del país: ESTADOS UNIDOS MEXICANOS | Valor facial, año de acuñación, marca de la Casa de Moneda de México y retrato de los cadetes Virgilio Uribe y José Azueta así como el edificio de la Escuela Naval Militar y un ancla; debajo se encuentran las siluetas de los defensores civiles del puerto. En la parte superior, en semicírculo, las leyendas "CENTENARIO DE LA GESTA HEROICA DE VERACRUZ", "JOSÉ AZUETA" y "VIRGILIO URIBE", "ESCUELA NAVAL" y "1914-2014". |
| $20          | 2014                 | Bronce-aluminio | Cobre-Níquel-Zinc     | 32 mm (1,3 plg) | 15,945 g (0,6 oz) | Escudo Nacional y nombre oficial del país: ESTADOS UNIDOS MEXICANOS | Valor facial, año de acuñación, marca de la Casa de Moneda de México y figura ecuestre de Pancho Villa, flanqueada por los retratos de los generales Felipe Ángeles y Pánfilo Natera, con sus respectivos nombres. En la parte inferior se aprecia la silueta del cerro de la Bufa con los años "1914-2014" y todo es rodeado por la leyenda "CENTENARIO DE LA TOMA DE ZACATECAS". |
| $20          | 2015                 | Bronce-aluminio | Cobre-Níquel-Zinc     | 32 mm (1,3 plg) | 15,945 g (0,6 oz) | Escudo Nacional y nombre oficial del país: ESTADOS UNIDOS MEXICANOS | Valor facial, año de acuñación, marca de la Casa de Moneda de México y diseño alusivo al centenario de la Fuerza Aérea Mexicana conformado por los años "1915-2015" sobre la inscripción "100 AÑOS", el símbolo de la Fuerza Aérea Mexicana; un ala, símbolo del vuelo y que en 1915 fue utilizada por el arma de aviación militar, una estrella de cinco puntas, que representa la victoria y su ascenso hasta la actualidad y las leyendas "FUERZA AÉREA MEXICANA" y "SALVAGUARDANDO EL ESPACIO AÉREO NACIONAL" así como la denominación "VEINTE PESOS". |
| $20          | 2015                 | Bronce-aluminio | Cobre-Níquel-Zinc     | 32 mm (1,3 plg) | 15,945 g (0,6 oz) | Escudo Nacional y nombre oficial del país: ESTADOS UNIDOS MEXICANOS | Valor facial, año de acuñación, marca de la Casa de Moneda de México y retrato de perfil a la izquierda de José María Morelos con la leyenda en semicírculo superior "BICENTENARIO LUCTUOSO DEL GENERALÍSIMO JOSÉ MARÍA MORELOS Y PAVÓN" flanqueado por los años "1815-2015" y la denominación "VEINTE PESOS". |
| $100         | 2003                 | Bronce-aluminio | Plata esterlina ½ Oz. | 39 mm (1,5 plg) | 33,967 g (1,2 oz) | Escudo Nacional y nombre oficial del país: ESTADOS UNIDOS MEXICANOS | Motivos dedicados a los 32 estados |
| $100         | 2005                 | Bronce-aluminio | Plata esterlina ½ Oz. | 39 mm (1,5 plg) | 33,967 g (1,2 oz) | Escudo Nacional y nombre oficial del país: ESTADOS UNIDOS MEXICANOS | LXXX (80.º) aniversario del Banco de México |
| $100         | 2005                 | Bronce-aluminio | Plata esterlina ½ Oz. | 39 mm (1,5 plg) | 33,967 g (1,2 oz) | Escudo Nacional y nombre oficial del país: ESTADOS UNIDOS MEXICANOS | CD (400.º) aniversario de la primera edición de El ingenioso hidalgo Don Quijote de la Mancha |
| $100         | 2005                 | Bronce-aluminio | Plata esterlina ½ Oz. | 39 mm (1,5 plg) | 33,967 g (1,2 oz) | Escudo Nacional y nombre oficial del país: ESTADOS UNIDOS MEXICANOS | CDLXX (470.º) aniversario de la Casa de Moneda de México |
| $100         | 2005                 | Bronce-aluminio | Plata esterlina ½ Oz. | 39 mm (1,5 plg) | 33,967 g (1,2 oz) | Escudo Nacional y nombre oficial del país: ESTADOS UNIDOS MEXICANOS | C (100.º) aniversario de la Reforma Monetaria de 1905 |
| $100         | 2006                 | Bronce-aluminio | Plata esterlina ½ Oz. | 39 mm (1,5 plg) | 33,967 g (1,2 oz) | Escudo Nacional y nombre oficial del país: ESTADOS UNIDOS MEXICANOS | Bicentenario (CC o 200.º aniversario) del natalicio de Benito Juárez |

### Significado de la Moneda Nacional Mexicana
- 5¢ y 10¢ simboliza la fuerza vital y las acciones humanas en beneficio de la comunidad.
- 20¢ es el símbolo ACATL que se repite 7 veces rodeado de 13 puntos es el año 1479 en que se terminó esta cultura.
- 50¢ se distinguen 3 elementos chalchihuites de jade, perlas y plumas blancas, simbolizan lo precioso.
- $1.00 representa las características de los dioses según estén orientados hacia los puntos cardinales.
- $2.00 corresponde a la rueda de los 20 días del mes (Metztli) los nombres y símbolos están formados de animales, vegetales, conceptos, cosas y fenómenos atmosféricos.
- $5.00 es la representación de la eternidad, la sabiduría en su sentido más amplio, la concepción del universo.
- $10.00 simboliza las cuatro épocas cosmogónicas que anteceden a la nuestra y además representa el quinto sol (Nahuitlollin), su es nuestra época actual.
- $20.00 simboliza las fuerzas que actúan en el espacio cósmico y que originan los distintos fenómenos de la naturaleza.

### Monedas conmemorativas de 5 pesos
En el año 2008, la Casa de Moneda comenzó a acuñar 18 monedas conmemorativas del Centenario de la Revolución Mexicana y 19 monedas conmemorativas del Bicentenario de la Independencia de México.
En el anverso, como ocurre en todas las monedas de curso legal en México, se muestra el escudo nacional.
Estas monedas conmemorativas dejaron de ser acuñadas el 31 de diciembre de 2010.
| Bicentenario de la Independencia               | Bicentenario de la Independencia | Centenario de la Revolución Mexicana | Centenario de la Revolución Mexicana |
| Personaje                                      | Año                              | Personaje                            | Año                                  |
| ---------------------------------------------- | -------------------------------- | ------------------------------------ | ------------------------------------ |
| Ignacio López Rayón                            | 2008                             | Álvaro Obregón                       | 2008                                 |
| Carlos María Bustamante                        | 2008                             | José Vasconcelos                     | 2008                                 |
| Francisco Primo de Verdad y Ramos "con puntos" | 2008                             | Francisco Villa                      | 2008                                 |
| Francisco Primo de Verdad y Ramos "sin puntos" | 2008                             | Heriberto Jara                       | 2008                                 |
| Francisco Xavier Mina                          | 2008                             | Ricardo Flores Magón                 | 2008                                 |
| Hermenegildo Galeana                           | 2008                             | Francisco José Múgica                | 2008                                 |
| José María Cos                                 | 2009                             | Filomeno Mata                        | 2009                                 |
| Pedro Moreno                                   | 2009                             | Carmen Serdán                        | 2009                                 |
| Agustín de Iturbide                            | 2009                             | Andrés Molina Enríquez               | 2009                                 |
| Servando Teresa de Mier                        | 2009                             | Luis Cabrera                         | 2009                                 |
| Nicolás Bravo                                  | 2009                             | Eulalio Gutiérrez Ortiz              | 2009                                 |
| Leona Vicario                                  | 2009                             | Otilio Montaño                       | 2009                                 |
| Miguel Hidalgo                                 | 2010                             | Belisario Domínguez                  | 2009                                 |
| José María Morelos y Pavón                     | 2010                             | Francisco I. Madero                  | 2010                                 |
| Vicente Guerrero                               | 2010                             | Emiliano Zapata                      | 2010                                 |
| Ignacio Allende                                | 2010                             | Venustiano Carranza                  | 2010                                 |
| Guadalupe Victoria                             | 2010                             | La Soldadera                         | 2010                                 |
| Josefa Ortiz de Domínguez                      | 2010                             | José María Pino Suárez               | 2010                                 |

## Historia del billete mexicano

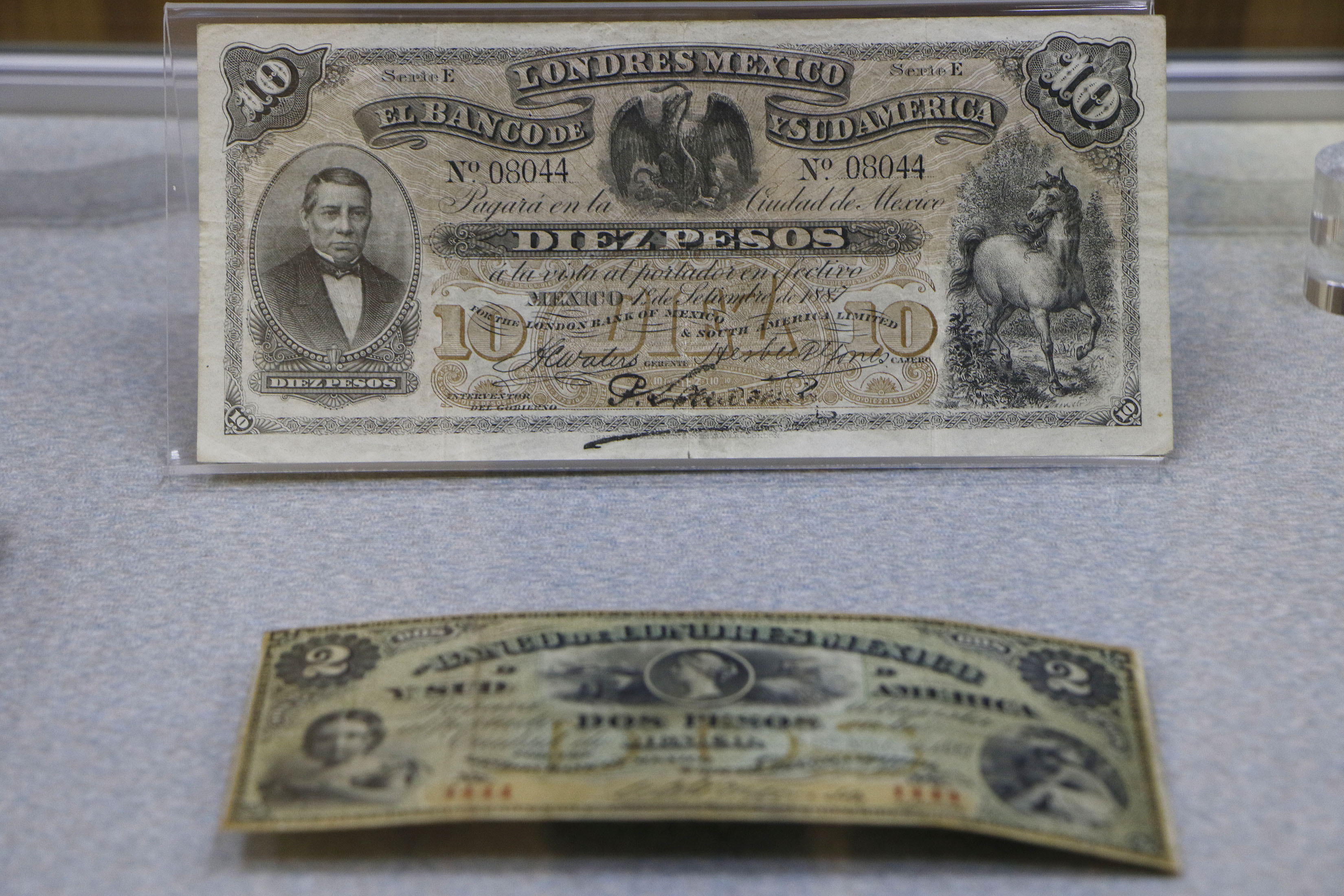
Billetes de 2 y 10 pesos mexicanos del Banco de Londres, México y Sudamérica de 1887.

El papel moneda no apareció en México sino hasta el siglo XIX, después de la Independencia de México, los cuales tuvieron una gran aceptación por parte de la población en general. No existía un banco central, los billetes y las monedas eran emitidos por bancos comerciales hasta 1925, cuando se creó el Banco de México.
El Banco de México tiene sus antecedentes en 1822, durante el Imperio de Agustín de Iturbide, donde se presentó un proyecto para crear una Institución encargada de emitir billetes que se denominaría "Gran Banco del Imperio Mexicano" el cual se rechazó, hasta su verdadera fundación 100 años después.

### Billetes emitidos por bancos comerciales
Hubo cinco series de billetes emitidos por el Banco de Londres, México y Sudamérica entre 1864 y 1924, en un principio, los billetes solamente se imprimían por una sola cara, eran unifásicos. Las denominaciones eran de $5, $10, $20, $50, $100, $500 y $1,000 pesos y se fueron imprimiendo en pequeñas cantidades y por las denominaciones de menor valor. Los primeros billetes no tenían una temática específica.

#### La primera serie
La primera serie solamente se emitió en denominación de $5 pesos y se imprimió entre 1865 y 1867 por la compañía William Morrison and Sons. Los billetes fueron de aceptación voluntaria.
| Valor  | Colores predominantes | Colores predominantes | Material     | Descripción                           | Descripción               |
| Valor  | Colores predominantes | Colores predominantes | Material     | Anverso                               | Reverso                   |
| ------ | --------------------- | --------------------- | ------------ | ------------------------------------- | ------------------------- |
| MXP $5 |                       | Gris y negro          | Papel normal | Paisaje mexicano y Catedral de México | Sin impresión (unifásico) |

#### La segunda serie
La segunda serie se imprimió entre 1871 y 1882 por Bradbury Wilkinson and Company y también eran unifásicos. Por primera vez se introduce un elemento mexicano en papel moneda al mostrarse la efigie del lado izquierdo de Moctezuma. Solamente se imprimieron las denominaciones de MXP $5 y $10 pesos.
| Valor   | Colores predominantes | Colores predominantes | Material     | Descripción                | Descripción |
| Valor   | Colores predominantes | Colores predominantes | Material     | Anverso                    | Reverso     |
| ------- | --------------------- | --------------------- | ------------ | -------------------------- | ----------- |
| MXP $5  |                       | Café y verde          | Papel Normal | Moctezuma y el águila real | unifásico   |
| MXP $10 |                       | Verde                 | Papel Normal | Moctezuma y el águila real | unifásico   |

#### La tercera serie
La tercera serie tuvo lugar entre 1883 a 1889 elaborados por la American Bank Note Company de Nueva York, emitiéndose ejemplares de MXP $2, $20, $50, $100, $500 y $1,000 pesos que son las que se conocen.
| Valor      | Colores predominantes | Colores predominantes | Material     | Descripción                                  | Descripción                              |
| Valor      | Colores predominantes | Colores predominantes | Material     | Anverso                                      | Reverso                                  |
| ---------- | --------------------- | --------------------- | ------------ | -------------------------------------------- | ---------------------------------------- |
| MXP $2     |                       | Café opaco y blanco   | Papel normal | Esfinge de la Reina Victoria del Reino Unido | Tres grifos con el número 2 cada uno     |
| MXP $20    |                       |                       | Papel normal | Benito Juárez                                | Tres grifos con el número 20 cada uno    |
| MXP $50    |                       | Blanco y negro        | Papel normal | Pastores y una caravana                      | Unifásico                                |
| MXP $100   |                       | Blanco y negro        | Papel normal | Pastores y una caravana                      | Unifásico                                |
| MXP $500   |                       |                       | Papel normal | Benito Juárez                                | Tres grifos con el número 500 cada uno   |
| MXP $1,000 |                       |                       | Papel normal | Benito Juárez                                | Tres grifos con el número 1,000 cada uno |

#### La cuarta serie
La cuarta serie se emitió en 1887 por la Bradbury Wilkinson and Company de Londres, en denominaciones de MXP $5, $10, $20, $50, $100 y $500 pesos con la efigie del presidente Benito Juárez.
| Valor    | Colores predominantes | Material     | Descripción   | Descripción                                         |
| Valor    | Colores predominantes | Material     | Anverso       | Reverso                                             |
| -------- | --------------------- | ------------ | ------------- | --------------------------------------------------- |
| MXP $5   | Café opaco y verde    | Papel normal | Benito Juárez | Un grifo con el águila real devorando una serpiente |
| MXP $10  | Café opaco y verde    | Papel normal | Benito Juárez | Un grifo con el águila real devorando una serpiente |
| MXP $20  | Café opaco y verde    | Papel normal | Benito Juárez | Un grifo con el águila real devorando una serpiente |
| MXP $50  | Café opaco y verde    | Papel normal | Benito Juárez | Un grifo con el águila real devorando una serpiente |
| MXP $100 | Café opaco y verde    | Papel normal | Benito Juárez | Un grifo con el águila real devorando una serpiente |
| MXP $500 | Café opaco y verde    | Papel normal | Benito Juárez | Un grifo con el águila real devorando una serpiente |

#### La quinta serie
La quinta serie se emitió entre 1889 y 1914 por la American Bank Note Company de Nueva York, en denominaciones de MXP $5, $10, $20, $50, $100 y $500 pesos con la efigie del presidente Benito Juárez. Las piezas de MXP $1 y $2 pesos, se emitieron por la Bouligny and Schmidt de la Ciudad de México.
| Valor    | Colores predominantes | Material     | Descripción   | Descripción                                         |
| Valor    | Colores predominantes | Material     | Anverso       | Reverso                                             |
| -------- | --------------------- | ------------ | ------------- | --------------------------------------------------- |
| MXP $1   | Café opaco y verde    | Papel normal |               | Un grifo con el águila real devorando una serpiente |
| MXP $2   | Café opaco y verde    | Papel normal |               | Un grifo con el águila real devorando una serpiente |
| MXP $5   | Café opaco y verde    | Papel normal | Benito Juárez | Un grifo con el águila real devorando una serpiente |
| MXP $10  | Café opaco y verde    | Papel normal | Benito Juárez | Un grifo con el águila real devorando una serpiente |
| MXP $20  | Café opaco y verde    | Papel normal | Benito Juárez | Un grifo con el águila real devorando una serpiente |
| MXP $50  | Café opaco y verde    | Papel normal | Benito Juárez | Un grifo con el águila real devorando una serpiente |
| MXP $100 | Café opaco y verde    | Papel normal | Benito Juárez | Un grifo con el águila real devorando una serpiente |
| MXP $500 | Café opaco y verde    | Papel normal | Benito Juárez | Un grifo con el águila real devorando una serpiente |

### Billetes mexicanos tipo AA
Hubo dos series de billetes de tipo AA. La primera serie fue fabricada por la American Bank Note Company en denominaciones de $1, $5, $10, $20, $50, $100, $500, $1,000 y $10,000. Posteriormente, el Banco de México comenzó a fabricar sus propios billetes, con diseños diferentes a los anteriores y solamente en denominaciones de $5, $10, $20, $50, $100, $500 y $1,000. Todos los billetes de este tipo fueron desmonetizados a partir del 1 de enero de 1996.
| Valor       | Colores predominantes | Colores predominantes    | Material     | Descripción               | Descripción                               |
| Valor       | Colores predominantes | Colores predominantes    | Material     | Anverso                   | Reverso                                   |
| ----------- | --------------------- | ------------------------ | ------------ | ------------------------- | ----------------------------------------- |
| MXP $1      |                       | Gris, rojo y negro       | Papel normal | Piedra del Sol            | Ángel de la Independencia y varios 1      |
| MXP $5      |                       | Gris, rojo y negro       | Papel normal | Gitana (Gloria Faure)     | Ángel de la Independencia y varios 5      |
| MXP $10     |                       | Verde opaco, gris y rojo | Papel normal | La Tehuana (Estela Ruiz)  | Panorámica de Guanajuato en 1828          |
| MXP $20     |                       | Gris, rojo y negro       | Papel normal | Josefa Ortiz de Domínguez | Palacio de Gobierno de Querétaro          |
| MXP $50     |                       | Azul oscuro, gris y rojo | Papel normal | Ignacio Allende           | Ángel de la Independencia                 |
| MXP $100    |                       | Café, verde y rojo       | Papel normal | Miguel Hidalgo            | Escudo Nacional de México                 |
| MXP $500    |                       | Verde opaco, gris y rojo | Papel normal | José María Morelos        | Palacio de Minería de La Ciudad de México |
| MXP $1,000  |                       | Gris, rojo y negro       | Papel normal | Cuauhtémoc                | El Castillo Chichén Itzá                  |
| MXP $10,000 |                       | Gris, rojo y negro       | Papel normal | Matías Romero             | Palacio Nacional                          |

| Valor      | Color Predominante | Color Predominante | Material              | Descripción               | Descripción                                              | Descripción                                    |
| Valor      | Color Predominante | Color Predominante | Material              | Personaje del Anverso     | Paisaje del Anverso                                      | Reverso                                        |
| ---------- | ------------------ | ------------------ | --------------------- | ------------------------- | -------------------------------------------------------- | ---------------------------------------------- |
| MXP $5     |                    | Gris               | Papel de fibra, débil | Josefa Ortiz de Domínguez | El Número 5                                              | Acueducto y maguey                             |
| MXP $10    |                    | Gris               | Papel de fibra, débil | Miguel Hidalgo            | La Campana de Dolores                                    | Parroquia de Nuestra Señora de Dolores Hidalgo |
| MXP $20    |                    | Rojo               | Papel de fibra, débil | José María Morelos        | Colegio Primitivo y Nacional de San Nicolás de Hidalgo   | Pirámide de Quetzalcóatl o serpiente emplumada |
| MXP $50    |                    | Azul oscuro        | Papel de fibra, débil | Benito Juárez             | Palacio Nacional                                         | Templo y dios                                  |
| MXP $100   |                    | Morado             | Papel de fibra, débil | Venustiano Carranza       | Una parte de un cuadro dedicado a la Revolución mexicana | Chac mool                                      |
| MXP $500   |                    | Verde              | Papel de fibra, débil | Francisco I Madero        |                                                          | Piedra del Sol                                 |
| MXP $1,000 |                    | Café               | Papel de fibra, débil | Sor Juana Inés de la Cruz | Un tintero y una pluma                                   | Plaza de Santo Domingo                         |

### Billetes mexicanos tipo A
Billetes emitidos por el Banco de México en denominaciones altas, de $2,000, $5,000, $10,000, $20,000, $50,000 y $100,000, debido a la inflación de los años 1970 y 1980. Todos los billetes de este tipo fueron desmonetizados a partir del 1 de enero de 1996.
| Valor    | Color predominante | Color predominante               | Descripción                                                        | Descripción                                       | Descripción |
| Valor    | Color predominante | Color predominante               | Anverso                                                            | Reverso                                           |             |
| -------- | ------------------ | -------------------------------- | ------------------------------------------------------------------ | ------------------------------------------------- | ----------- |
| $5,000   |                    | Naranja, gris azulado y verde    | Los Niños Héroes. Bandera del Batallón de San Blas                 | El Castillo de Chapultepec                        |             |
| $2,000   |                    | Verde oscuro, negro y café       | Justo Sierra                                                       | Antigua Universidad                               |             |
| $10,000  |                    | Verde, naranja y blanco          | Lázaro Cárdenas del Río. Refinería La Cangrejera.                  | Ruinas del Templo Mayor                           |             |
| $20,000  |                    | Azul oscuro, Azul Claro y blanco | Andrés Quintana Roo. Zona arqueológica de Tulum, en la Rivera Maya | Restos del Muro de Bonampak y Dintel de Yaxchilán |             |
| $50,000  |                    | Morado, Café y Jerez             | Cuauhtémoc                                                         | Parte de la pintura La fusión de dos culturas     |             |
| $100,000 |                    | Rojo, negro, gris                | Plutarco Elías Calles. Banco de México o Edificio de la Mutua      | Bahía de Guaymas y venado de cola blanca.         |             |

### Billetes mexicanos tipo B
Los primeros billetes emitidos en la nueva unidad monetaria, en denominaciones de N$10, N$20, N$50 y N$100 (nuevos pesos —MXN—). Estos billetes mantuvieron los elementos de diseño de sus equivalentes del tipo A; $10,000, $20,000, $50,000 y $100,000. Comenzaron a circular a partir del 1 de enero de 1993, fueron billetes de transición.
| Valor    | Colores predominantes | Colores predominantes            | Descripción                   | Descripción                                   | Descripción                                       |
| Valor    | Colores predominantes | Colores predominantes            | Personaje(s) del lado anverso | Paisajes del lado anverso                     | Lado reverso                                      |
| -------- | --------------------- | -------------------------------- | ----------------------------- | --------------------------------------------- | ------------------------------------------------- |
| MXN $10  |                       | Verde, naranja y blanco          | Lázaro Cárdenas               | Refinería La Cangrejera, en Campeche.         | Ruinas del Templo Mayor                           |
| MXN $20  |                       | Azul oscuro, azul claro y blanco | Andrés Quintana Roo           | Zona arqueológica de Tulum, en la Rivera Maya | Restos del Muro de Bonampak y Dintel de Yaxchilán |
| MXN $50  |                       | Morado, café y jerez             | Cuauhtémoc                    |                                               | Parte de la pintura La fusión de dos culturas     |
| MXN $100 |                       | Rojo, negro, gris                | Plutarco Elías Calles         | Banco de México o Edificio de la Mutua        | Bahía de Guaymas y venado de cola blanca.         |

### Billetes mexicanos tipo C
Este tipo de billete se emitió en denominaciones de N$10, N$20, N$50, N$100, N$200 y N$500 (nuevos pesos —MXN—). Los billetes presentan nuevos diseños, con elementos similares para todas las denominaciones y se imprimieron en dos tamaños: las denominaciones de N$10, N$20 y N$50 tienen dimensiones de 129 x 66 mm (5,1 x 2,6 pulgadas); las denominaciones de N$100, N$200 y N$500 tienen dimensiones de 155 x 66 mm (6,1 x 2,6 pulgadas) comenzando a circular a partir del 3 de octubre de 1994.
En esta edición se nota en el encabezado la antigua leyenda "El Banco de México Pagará a la vista al portador..." y las etiquetas de "Nuevos Pesos" referentes de las denominaciones.
| Valor    | Dimensiones                      | Descripción        | Descripción             |
| Valor    | Dimensiones                      | Anverso            | Reverso                 |
| -------- | -------------------------------- | ------------------ | ----------------------- |
| MXN $10  | 129 x 66 mm (5,1 x 2,6 pulgadas) | Emiliano Zapata    | Estado de Morelos       |
| MXN $20  | 129 x 66 mm (5,1 x 2,6 pulgadas) | Benito Juárez      | Hemiciclo a Juárez      |
| MXN $50  | 129 x 66 mm (5,1 x 2,6 pulgadas) | José María Morelos | Michoacán               |
| MXN $100 | 155 x 66 mm (6,1 x 2,6 pulgadas) | Nezahualcóyotl     | Xochipilli              |
| MXN $200 | 155 x 66 mm (6,1 x 2,6 pulgadas) | Juana de Asbaje    | Iglesia de San Gerónimo |
| MXN $500 | 155 x 66 mm (6,1 x 2,6 pulgadas) | Ignacio Zaragoza   | Catedral de Puebla      |

### Billetes mexicanos tipo D
Estos billetes se imprimieron en las mismas denominaciones y con los mismos diseños y dimensiones que los billetes de tipo C, pero eliminando la nomenclatura nuevos, además de que en el encabezado se suprime la antigua frase "Pagará a la vista al portador" dejando solamente la leyenda de "Banco de México". En esta emisión, se imprime por última vez el billete de $10 pesos (MXN) en 1997, ya que era un gasto muy grande e innecesario su producción siendo ya existentes las monedas de la misma denominación.
Comenzaron a circular el 1 de enero de 1996. Dentro de esta emisión se encuentran los billetes conmemorativos del 75.º aniversario del Banco de México.
| Valor    | Dimensiones                 | Descripción               | Descripción             | Fecha de                                                 | Fecha de                                           | Fecha de |
| Valor    | Dimensiones                 | Anverso                   | Reverso                 | Impresión                                                | Emisión                                            | Retiro   |
| -------- | --------------------------- | ------------------------- | ----------------------- | -------------------------------------------------------- | -------------------------------------------------- | -------- |
| MXN $10  | 129 x 66 mm (5,1 x 2,6 plg) | Emiliano Zapata           | Morelos                 | 6 de mayo de 1994                                        | 1996                                               | 1997     |
| MXN $20  | 129 x 66 mm (5,1 x 2,6 plg) | Benito Juárez             | Hemiciclo a Juárez      | 6 de mayo de 1994 17 de mayo de 2001 (polímero)          | 1996 30 de septiembre de 2002                      | En uso   |
| MXN $50  | 129 x 66 mm (5,1 x 2,6 plg) | José María Morelos        | Michoacán               | 6 de mayo de 1994 18 de octubre de 2000 (iridiscente)    | 1996 15 de octubre de 2001                         | En uso   |
| MXN $100 | 155 x 66 mm (6,1 x 2,6 plg) | Nezahualcóyotl            | Xochipilli              | 6 de mayo de 1994 18 de octubre de 2000 (iridiscente)    | 1996 15 de octubre de 2001 19 de diciembre de 2005 | En uso   |
| MXN $200 | 155 x 66 mm (6,1 x 2,6 plg) | Sor Juana Inés de la Cruz | Iglesia de San Gerónimo | 7 de febrero de 1995 18 de octubre de 2000 (iridiscente) | 1996 15 de octubre de 2001 19 de diciembre de 2005 | En uso   |
| MXN $500 | 155 x 66 mm (6,1 x 2,6 plg) | Ignacio Zaragoza          | Catedral de Puebla      | 7 de febrero de 1995 18 de octubre de 2000 (iridiscente) | 1996 15 de octubre de 2001 19 de diciembre de 2005 | En uso   |

### Billetes mexicanos tipo D1

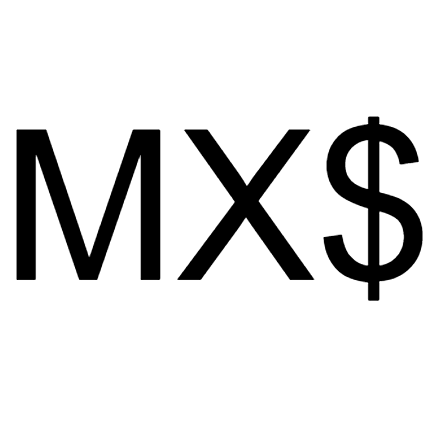
Símbolo del peso mexicano.

El Banco de México decidió experimentar con la emisión de billetes impresos en polímero, a fin de extender la vida útil de los billetes de mayor circulación y dificultar su falsificación. El primer billete en imprimirse en este material fue el de $20 pesos (MXN), usando el mismo diseño del billete tipo D correspondiente, con pequeños ajustes para acomodar las características de seguridad propias de la nueva técnica.
El resto de las denominaciones continuaron imprimiéndose en papel, pero incorporando hasta tres características de seguridad nuevas:
- Una banda iridiscente con la denominación impresa que cruza el billete en forma vertical.
- Un numeral impreso en tinta ópticamente variable que cambia de color según el ángulo de visualización.
- Marcas en relieve para identificación por personas invidentes.

La denominación de $50 solamente incluye la banda iridiscente. Las denominaciones de $100, $200, $500, incluyen las tres características. En esta serie se emite por primera vez en 2004 el billete de $1,000, incluyendo las nuevas características de seguridad.
Diseño iconográfico

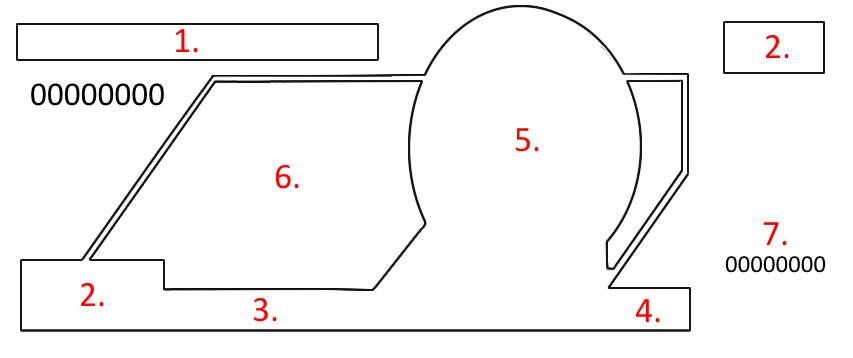
Elementos que conforman los billetes.

Los billetes mexicanos de la serie D1 cuentan con el siguiente diseño iconográfico:
1. Banco emisor.
2. Numeral (cifra).
3. Numeral (denominación en letra).
4. Unidad monetaria.
5. Prócer o efigie.
6. Motivo o grabado.
7. Folio del billete[30] (varían entre cada billete)[31]

| Valor  | Anverso                   | Anverso                                                                                  | Reverso                                                   | Colores predominantes         | Colores predominantes | Colores predominantes | Dimensiones                 | Material         |
| Valor  | Personaje                 | Elementos                                                                                | Paisaje                                                   | Colores predominantes         | Colores predominantes | Colores predominantes | Dimensiones                 | Material         |
| ------ | ------------------------- | ---------------------------------------------------------------------------------------- | --------------------------------------------------------- | ----------------------------- | --------------------- | --------------------- | --------------------------- | ---------------- |
| $20    | Benito Juárez             | Escudo nacional mexicano histórico                                                       | Versión modificada del Hemiciclo a Juárez                 | Azul oscuro y azul claro      |                       |                       | 129 x 66 mm (5,1 x 2,6 plg) | Polímero         |
| $50    | José María Morelos        | Estandarte de Morelos                                                                    | Acueducto de Morelia y mariposas Monarca                  | Rosa fuerte y azul oscuro     |                       |                       | 129 x 66 mm (5,1 x 2,6 plg) | Papel de algodón |
| $100   | Nezahualcóyotl            | Elementos aztecas y poema del Zenzontle                                                  | Xochipilli y elementos aztecas                            | Rojo                          | .                     | .                     | 155 x 66 mm (6,1 x 2,6 plg) | Papel de algodón |
| $200   | Sor Juana Inés de la Cruz | Diversos libros, uno abierto en primer plano                                             | Acueducto de Morelia y mariposas Monarca                  | Verde fuerte y verde pistache |                       |                       | 155 x 66 mm (6,1 x 2,6 plg) | Papel de algodón |
| $500   | Ignacio Zaragoza          | Parte de la pintura La batalla de Puebla, que se exhibe en el Museo Nacional de Historia | Estatuas de ángeles de la plaza de la Catedral de Puebla  | Café y azul oscuro            |                       |                       | 155 x 66 mm (6,1 x 2,6 plg) | Papel de algodón |
| $1,000 | Miguel Hidalgo            | Campana de Dolores                                                                       | Escalinata y las oficinas de la Universidad de Guanajuato | Morado azulado                | .                     | .                     | 155 x 66 mm (6,1 x 2,6 plg) | Papel de algodón |

### Billetes mexicanos tipo F

#### Nueva familia de billetes
En 2006 el diseño de los billetes se cambió, debido a las siguientes razones:
- Para facilitar a los invidentes la identificación del valor del billete.
- Para dificultar la falsificación de los billetes.

El Banco de México agregó nuevos elementos de seguridad:
- Elemento que cambia de color
- Hilo 3D de su respectivo color (a partir de la denominación de $100)
- Ventana transparente (solamente $20 y $50)

Se introdujo primero el billete de $50 en noviembre de 2006, para continuar con el de $20 en agosto de 2007, los de $200 en septiembre de 2008, los de $1,000 en abril de 2008, los billetes de $100 en agosto de 2010 y los billetes de $500 el 31 de agosto de 2010.
Para facilitar el reconocimiento de los billetes por los invidentes, los billetes tienen tamaños diferentes, que difieren en 7 mm entre denominaciones.
Los billetes de $20 y $50 son de polímero, mientras que los de $100, $200, $500 y $1,000 son de papel de algodón.
| Valor  | Dimensiones                 | Color         | Descripción                | Descripción                                                   | Fecha de               | Fecha de                 | Fecha de |
| Valor  | Dimensiones                 | Color         | Anverso                    | Reverso                                                       | Impresión              | Emisión                  | Retiro   |
| ------ | --------------------------- | ------------- | -------------------------- | ------------------------------------------------------------- | ---------------------- | ------------------------ | -------- |
| $20    | 120 x 66 mm (4,7 x 2,6 plg) | Azul          | Benito Juárez              | Zona arqueológica de Monte Albán                              | 19 de junio de 2006    | 20 de agosto de 2007     | En uso   |
| $50    | 127 x 66 mm (5 x 2,6 plg)   | Rosa          | José María Morelos y Pavón | Vista Parcial del Acueducto de Morelia                        | 5 de noviembre de 2004 | 21 de noviembre de 2006  | En uso   |
| $100   | 134 x 66 mm (5,3 x 2,6 plg) | Amarillo rojo | Nezahualcóyotl             | Representación de Templo Mayor, plaza central de Tenochtitlan | 28 de octubre de 2008  | 9 de agosto de 2010      | En uso   |
| $200   | 141 x 66 mm (5,6 x 2,6 plg) | Verde         | Sor Juana Inés de la Cruz  | Hacienda de Panoaya, Amecameca                                | 15 de febrero de 2007  | 11 de septiembre de 2008 | En uso   |
| $500   | 148 x 66 mm (5,8 x 2,6 plg) | Café          | Diego Rivera               | Frida Kahlo y su pintura El Abrazo de Amor del Universo       | 8 de marzo de 2010     | 30 de agosto de 2010     | En uso   |
| $1,000 | 155 x 66 mm (6,1 x 2,6 plg) | Morado        | Miguel Hidalgo y Costilla  | Universidad de Guanajuato                                     | 6 de mayo de 2006      | 7 de abril de 2008       | En uso   |

### El nuevo billete de 50 pesos
El Banco de México lanzó el 6 de mayo de 2013 la nueva edición del billete de 50 pesos. En el anverso muestra el retrato de Morelos, que aparece como motivo principal, en un grabado similar al del billete anterior (Tipo F). A la izquierda del retrato se aprecia una viñeta formada por el estandarte de Morelos, dos cañones entrecruzados y el arco, la flecha y la palabra SUD; elementos, estos últimos, utilizados en las monedas acuñadas por el jefe insurgente. Estos cañones son de color azul. Sobre este conjunto aparece, en microimpresión decreciente, el siguiente fragmento tomado de los Sentimientos de la Nación: “QUE LA ESCLAVITUD SE PROSCRIBA PARA SIEMPRE Y LO MISMO LA DISTINCIÓN DE CASTAS, QUEDANDO TODOS IGUALES, Y SOLO DISTINGUIRÁ A UN AMERICANO DE OTRO EL VICIO Y LA VIRTUD.” Debe señalarse que el retrato de Morelos, las leyendas, los numerales de la denominación y la viñeta están impresos en relieve. En esta cara del billete se pueden observar mariposas monarca, características del estado de Michoacán, impresas y en la ventana transparente. Otra característica de este billete es el tamaño creciente de los numerales del folio. En el reverso el elemento iconográfico principal es el acueducto de Morelia, Michoacán, construido en el siglo XVIII por disposición del obispo Manuel Escalante Columbres. En la parte izquierda inferior del acueducto se observa el glifo estilizado de Michoacán (Mechuaca, tierra del pescado, tomado del Códice Telleriano Remensis). En el reverso también se pueden observar mariposas monarca, unas impresas y otras en la ventana transparente, además de que el billete muestra fluorescencia ante la luz ultravioleta.
| Denominación | Efigie                                                      | Color | Color | Dimensiones               |
| ------------ | ----------------------------------------------------------- | ----- | ----- | ------------------------- |
| $50          | José María Morelos, anverso; acueducto de Morelia, reverso. |       | Rosa  | 127 x 66 mm (5 x 2,6 plg) |

### Billetes mexicanos tipo G

#### Nueva familia de billetes
A partir de 2018 comenzó la producción y puesta en circulación de la nueva familia de billetes denominada "Identidad histórica y patrimonio natural", siendo un cambio completo en el diseño de los mismos, pues desde 1994 con la Familia C de billetes se mantuvo el color predominante y la efigie en todos los billetes, únicamente llevando a cabo nuevos diseños. Las principales razones para este cambio son:
- Facilitar a los invidentes y personas débiles visuales la identificación del valor del billete.
- Incorporación de nuevas medidas de seguridad para dificultar la falsificación de los billetes.
- Exaltar los procesos históricos del país, así como el patrimonio natural y cultural.

El Banco de México agregó nuevos elementos de seguridad:
- Hilo dinámico.
- Denominación multicolor.

Se introdujo primero el billete de $500 el 27 de agosto de 2018, para continuar con el de $200 el 2 de septiembre de 2019, los de $100 el 12 de noviembre de 2020, los de $1,000 el 19 de noviembre de 2020, los de $20 conmemorativo el 24 de septiembre de 2021 y de los de $50 el 28 de octubre de 2021. Cabe mencionar que esta nueva familia contempla ya no producir billetes con denominación de $20, así como una posible introducción de un billete con denominación de $2,000.
| Valor               | Dimensiones                 | Colores predominantes | Colores predominantes | Descripción                                                                   | Descripción | Fecha de            | Fecha de                 |
| Valor               | Dimensiones                 | Colores predominantes | Colores predominantes | Anverso                                                                       | Reverso | Impresión           | Emisión                  |
| ------------------- | --------------------------- | --------------------- | --------------------- | ----------------------------------------------------------------------------- | --- | ------------------- | ------------------------ |
| $20 (conmemorativo) | 120 x 65 mm (4,7 x 2,6 plg) |                       | Naranja               | Motivo alusivo a la consumación de la independencia de México                 | Ecosistema de manglares: Cocodrilo, mangle rojo y Reserva de la Biósfera de Sian Ka'an.                            | 6 de enero de 2021  | 24 de septiembre de 2021 |
| $50                 | 125 x 65 mm (4,9 x 2,6 plg) |                       | Magenta               | México Antiguo: Fundación de México-Tenochtitlan                              | Ecosistema de ríos y lagos: Ajolote, maíz y Xochimilco                                                             | 31 de marzo de 2021 | 28 de octubre de 2021    |
| $100                | 132 x 65 mm (5,2 x 2,6 plg) |                       | Rojo                  | México virreinal: Sor Juana Inés de la Cruz                                   | Ecosistema de bosques templados: Mariposa Monarca, pinos o encinos y Reserva de la Biosfera de la Mariposa Monarca | 8 de mayo de 2020   | 12 de noviembre de 2020  |
| $200                | 139 x 65 mm (5,5 x 2,6 plg) |                       | Verde                 | México independiente: Miguel Hidalgo y José María Morelos                     | Ecosistema de desierto: Sahuaro, Águila real y Reserva de la Biosfera El Pinacate y Gran Desierto de Altar         | 7 de junio de 2018  | 2 de septiembre de 2019  |
| $500                | 146 x 65 mm (5,7 x 2,6 plg) |                       | Azul                  | La Reforma y restauración de la República: Benito Juárez                      | Ecosistema de costas, mares e islas: Ballena gris, pastos marinos y Reserva de la biosfera El Vizcaíno             | 19 de mayo de 2017  | 27 de agosto de 2018     |
| $1,000              | 153 x 65 mm (6 x 2,6 plg)   |                       | Gris                  | La Revolución: Francisco I. Madero, Hermila Galindo y Carmen Serdán Alatriste | Ecosistema de selvas húmedas: Jaguar, ceiba y Antigua Ciudad Maya de Calakmul                                      | 10 de junio de 2019 | 19 de noviembre de 2020  |

### Billetes conmemorativos del centenario y del bicentenario
El Banco de México puso en circulación, el 23 de septiembre de 2010, cincuenta millones de billetes de 200 pesos conmemorativos del Bicentenario de la Independencia de México y cincuenta millones de 100 pesos para festejar el Centenario de la Revolución Mexicana.
Cabe señalar que estos billetes conmemorativos no sustituyeron a los que estaban en circulación en ese momento, sino que coexistieron con estos últimos y el banco central los retiró cuando concluyeron su vida útil.
| Valor | Dimensiones                 | Colores predominantes | Colores predominantes | Descripción | Descripción | Fecha de                 | Fecha de                 |
| Valor | Dimensiones                 | Colores predominantes | Colores predominantes | Anverso | Reverso | Impresión                | Emisión                  |
| ----- | --------------------------- | --------------------- | --------------------- | --- | --- | ------------------------ | ------------------------ |
| $100  | 134 x 66 mm (5,3 x 2,6 plg) |                       | Rojo                  | Locomotora que transporta tropas revolucionarias, la cual representa el movimiento armado que inició en 1910. | Un fragmento del mural titulado “Del Porfirismo a la Revolución”, también conocido como “La Revolución contra la dictadura Porfiriana”, del pintor y muralista David Alfaro Siqueiros, en el que se muestra al pueblo en armas que rodea a los líderes de la Revolución triunfante. Este mural se encuentra en la Sala de la Revolución, en el Museo Nacional de Historia del Castillo de Chapultepec. | 23 de septiembre de 2009 | 23 de septiembre de 2009 |
| $100  | 134 x 66 mm (5,3 x 2,6 plg) |                       |                       | Acto solemne en que Venustiano Carranza, presidente en turno de la República Mexicana, al lado del presidente del Congreso Constituyente, Luis Manuel Rojas, protesta ante la asamblea después de reformar la Constitución.                                                               | Diputados del Congreso Constituyente protestando cumplir la Carta Magna. | 5 de febrero de 2017     | 5 de febrero de 2017     |
| $200  | 141 x 66 mm (5,6 x 2,6 plg) |                       | Verde                 | Imagen de Miguel Hidalgo y Costilla con un estandarte, que se convirtió en la bandera del ejército insurgente. Dicha imagen procede de la obra de Jesús Enrique Emilio de la Helguera Espinoza titulada “Don Miguel Hidalgo”, la cual representa el inicio de la Guerra de Independencia. | Ángel de la Independencia, que se localiza en el paseo de la Reforma de la Ciudad de México, acompañado de una estilización del gorro frigio resplandeciente como símbolo de la libertad, utilizada por muchos años en las monedas metálicas del México independiente. | 23 de septiembre de 2009 | 23 de septiembre de 2009 |

#### Billetes de 100 pesos
Están impresos en polímero y sus dimensiones son: 134 mm (5,3 pulgadas) de largo por 66 mm (2,6 pulgadas) de alto. Como motivo principal tienen la imagen de una locomotora que transporta tropas revolucionarias, la cual representa el movimiento armado que inició en 1910. La locomotora está acompañada por una de las imágenes más emblemáticas, la soldadera o Adelita. En el reverso del billete el elemento principal es un fragmento del mural titulado “Del Porfirismo a la Revolución”, también conocido como “La Revolución contra la dictadura Porfiriana”, del pintor y muralista David Alfaro Siqueiros, en el que se muestra al pueblo en armas que rodea a los líderes de la revolución triunfante.
El viernes 30 de octubre de 2009, el Banco de México informó que la impresión de la frase “Sufragio efectivo, no reelección” en el reverso del billete conmemorativo de 100 pesos tiene un error, pues dice “Sufragio electivo y no reelección”.
Se explicó que el error tuvo su origen en el archivo de cómputo, durante el diseño de las imágenes con las cuales se forman láminas de impresión de los billetes. La frase “efectivo” se encuentra bien escrita en el anverso del billete con letras de color azul y rojo, con una altura menor de 5 mm en un solo renglón, en una posición visible del billete. En cambio, al reverso, donde se encuentra el error, las letras son de color amarillo, con una altura de 6 mm, la palabra se repite varias veces, porque la frase se reproduce parcialmente en seis renglones con una pronunciada curvatura.
Pese al detalle, la autoridad monetaria anunció que el valor monetario, histórico y simbólico de los billetes conmemorativos de 100 pesos no se verán afectados por dicha situación.

#### Billetes de 200 pesos
Las imágenes están impresas en un formato vertical, sus dimensiones son: 141 mm (5,6 pulgadas) de largo por 66 mm (2,6 pulgadas) de alto. El billete tiene como motivo principal la imagen de Miguel Hidalgo y Costilla con un estandarte, que se convirtió en la bandera del ejército insurgente. La imagen procede de la obra de Jesús Enrique Emilio De La Helguera Espinoza titulada “Don Miguel Hidalgo”, la cual representa el inicio de la Guerra de Independencia. En el reverso, los elementos que sobresalen son: el Ángel de la Independencia, que se localiza en el paseo de la Reforma de la Ciudad de México y la estilización del gorro frigio resplandeciente como símbolo de la libertad, utilizada por muchos años en las monedas metálicas del México independiente.
Como principales elementos de seguridad del billete de 200 pesos destacan: un hilo especial de seguridad aventanillado que cambia de color al inclinar el billete en distintos ángulos, una marca de agua en la que, al observarlo a trasluz, se ve el Ángel de la Independencia y una impresión de la Campana de la Independencia.
Al igual que en el billete de 100 pesos, con una lámpara de luz negra se pueden observar figuras de color amarillo en el reverso del billete de 200 pesos.

## Billetes mexicanos en circulación
Al 1 de enero de 2010, todos los billetes de los tipos B, C, D, D1 y F tienen poder liberatorio. Sin embargo, los billetes de los tipos B y C prácticamente no aparecen ya en circulación. Los billetes de tipo D y D1 para las denominaciones donde ya existe un billete equivalente del tipo F están siendo retirados de la circulación conforme se van deteriorando. Los billetes del tipo D1 y F, emitidos y no emitidos todavía, convivirán y tendrán curso legal hasta que se sustituyan totalmente por el tipo F.
Todos los billetes de los tipos AA y A, cuyo valor está indicado en la unidad monetaria MXP, fueron desmonetizados el 1 de enero de 1996. Estas piezas solamente pueden ser canjeadas por billetes de la unidad monetaria MXN en los centros de canje establecidos por el Banco de México. Su valor actual equivale a la denominación impresa en ellos, dividida entre mil.
Todos los billetes de la serie F se producen actualmente, menos el billete de 50 pesos, que es tipo F1.
| Valor  | Dimensiones                 | Color         | Descripción                | Descripción                                                   |
| Valor  | Dimensiones                 | Color         | Anverso                    | Reverso                                                       |
| ------ | --------------------------- | ------------- | -------------------------- | ------------------------------------------------------------- |
| $20    | 120 x 66 mm (4,7 x 2,6 plg) | Azul          | Benito Juárez              | Zona arqueológica de Monte Albán                              |
| $50    | 127 x 66 mm (5 x 2,6 plg)   | Rosa          | José María Morelos y Pavón | Vista Parcial del Acueducto de Morelia                        |
| $100   | 134 x 66 mm (5,3 x 2,6 plg) | Amarillo rojo | Nezahualcóyotl             | Representación de Templo Mayor, plaza central de Tenochtitlan |
| $200   | 141 x 66 mm (5,6 x 2,6 plg) | Verde         | Sor Juana Inés de la Cruz  | Hacienda de Panoaya, Amecameca                                |
| $500   | 148 x 66 mm (5,8 x 2,6 plg) | Café          | Diego Rivera               | Frida Kahlo; y su pintura El Abrazo de Amor del Universo      |
| $1,000 | 155 x 66 mm (6,1 x 2,6 plg) | Morado        | Miguel Hidalgo y Costilla  | Universidad de Guanajuato                                     |

En la actualidad hay en circulación cuatro billetes de $100, tres billetes de $200 y dos billetes de $500.

## Validez de los billetes maltratados
Los billetes se usan en una infinidad de transacciones comerciales realizadas en todo el país. Pasan de mano en mano muchas veces, se exponen a distintos climas y con frecuencia, a la falta de cuidados al utilizarlos. Todos estos factores provocan que los billetes se deterioren, en ocasiones de manera natural y en otras, de forma intencional, pero ¿por qué es importante que los billetes estén en buen estado? Cuando un billete está en buenas condiciones, resulta más fácil identificar sus elementos de seguridad, los cuales nos permiten distinguir entre billetes auténticos y billetes falsos.
Cuando los billetes maltratados ingresan a los bancos, se separan con el fin de enviarlos a Banco de México para su destrucción. Los billetes que se destruyen se reponen con billetes nuevos y esto representa un gasto mayor para el país.
Para ayudar a mantener los billetes en buenas condiciones y prolongar su vida, se recomienda que no se arruguen, no se engrapen, no se rayen y no se marquen. Deben mantenerse alejados del fuego y humedad, y de preferencia, deben guardarse extendidos sin realizar dobleces, aunque si esto es necesario, hay que procurar no recalcar el doblez. Si se tiene un billete roto o con una parte desprendida, se recomienda utilizar cinta adherible transparente; o bien, acudir a cualquier banco o a un centro de canje para que lo evalúen y, en caso de proceder, recibir a cambio otro billete que esté en buenas condiciones.
Es importante conocer bajo qué condiciones un billete pierde su valor. Un billete se puede deteriorar de diferentes maneras: en algunos casos, el deterioro afecta únicamente la apariencia del billete y, por lo tanto, es posible seguir utilizándolo para realizar pagos. En otros, provoca la pérdida de su valor. Por ende, un billete mexicano conserva su valor si:
- Está roto (desde dos mitades) y se disponen de todas las piezas.
- Está roto, pero fue unido de nuevo con cinta adhesiva.
- Cuando estén rayados con mensajes sin valor propagandístico, como notas, números de teléfono, sellos de banco, entre otros.
- Tienen áreas ligeramente manchadas.
- Están sucios, arrugados o naturalmente descoloridos.
- Si falta billete, pero el mismo no rebasa más de 23 mm (diámetro base para su medición). De otro modo, debe tener más del 50% de la superficie.

No son válidos, e incluso declarados “adulterados”, si:
- Son fragmentos unidos de billetes diferentes.
- Tienen mensajes comerciales, religiosos (oraciones) o políticos.
- Tienen manchas para ocultar mensajes de índole comercial, religiosos o políticos.
- Si falta billete y está unido a otro billete.

## Nombres populares del peso mexicano

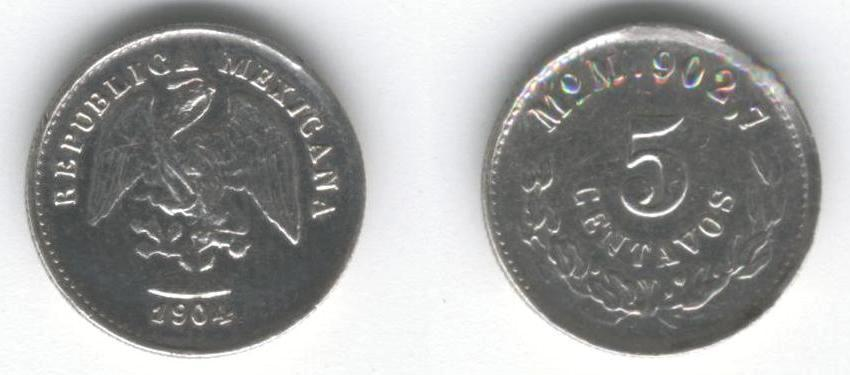
Quinto mexicano.

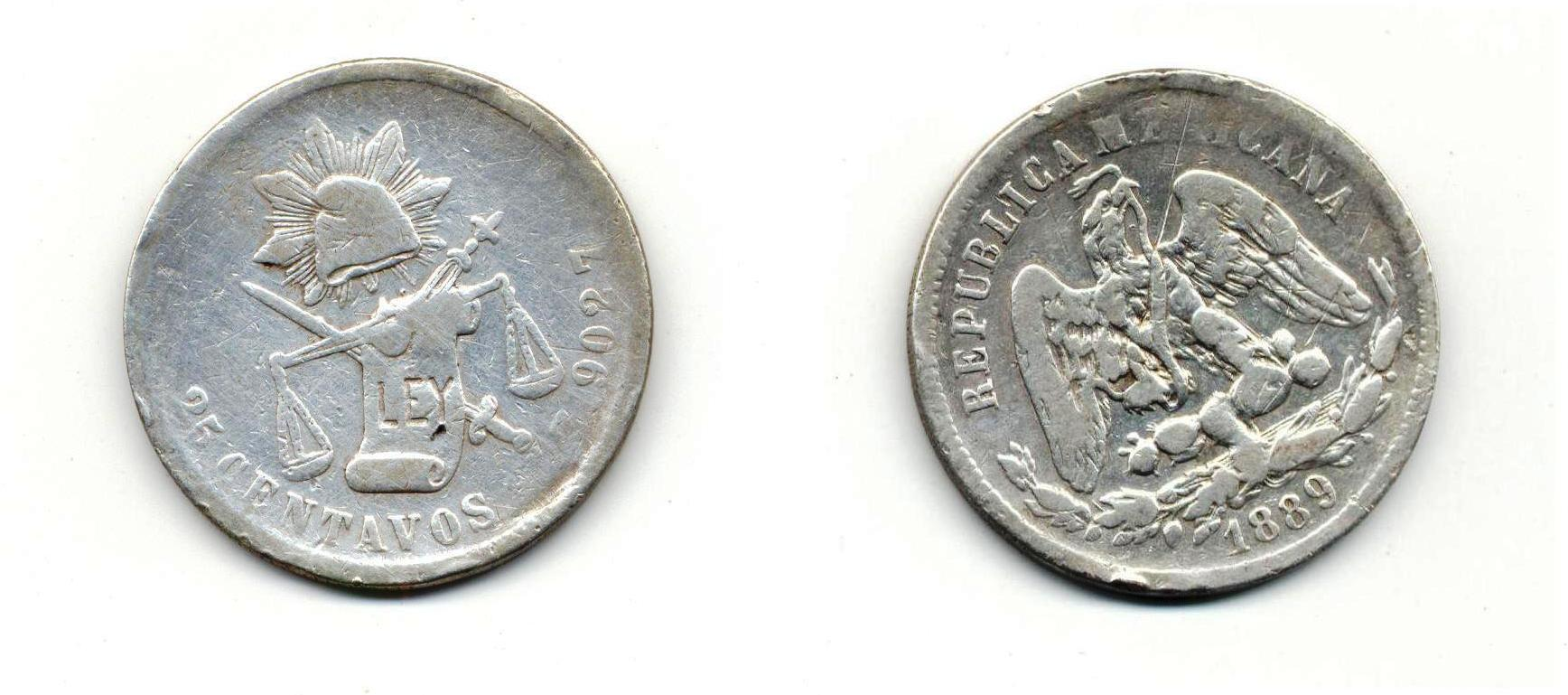
Peseta mexicana.

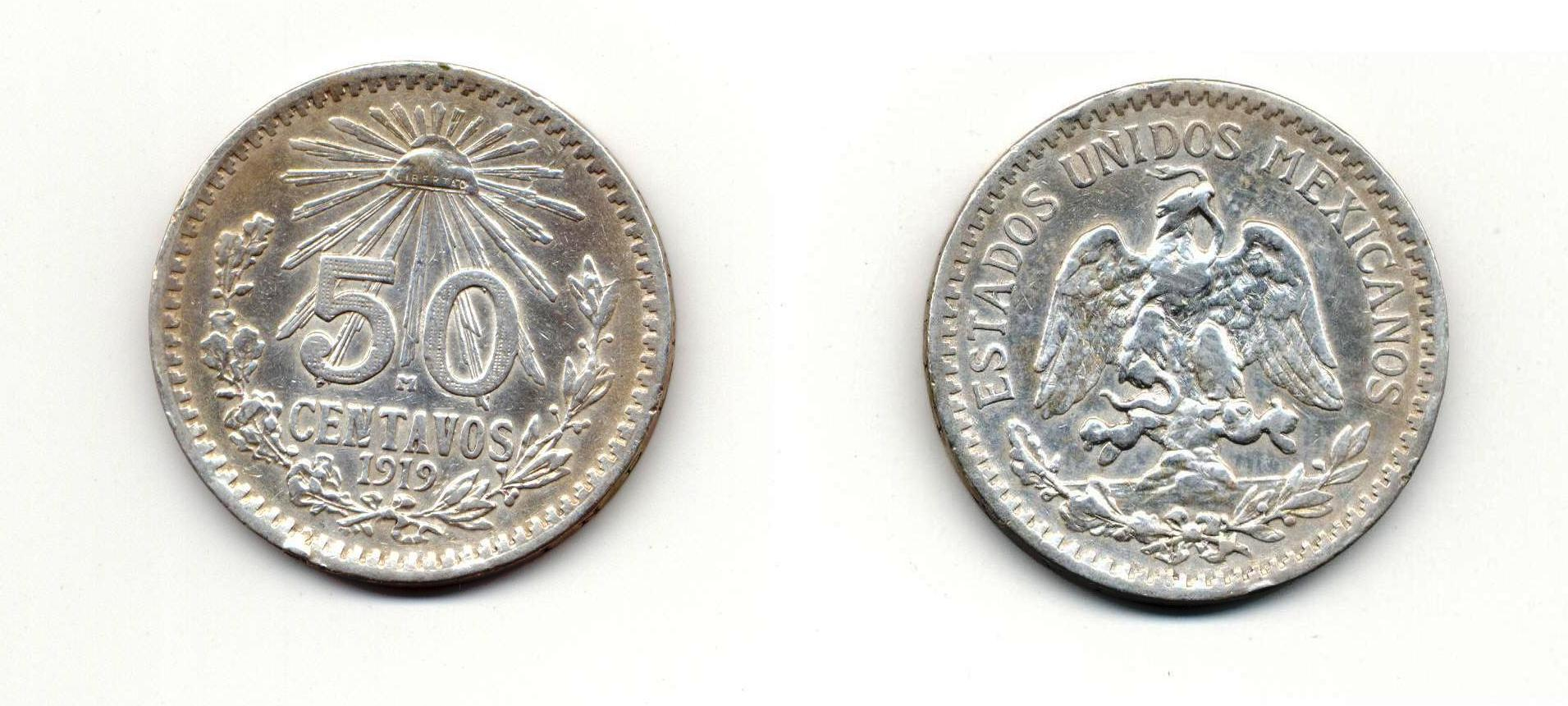
Tostón mexicano.

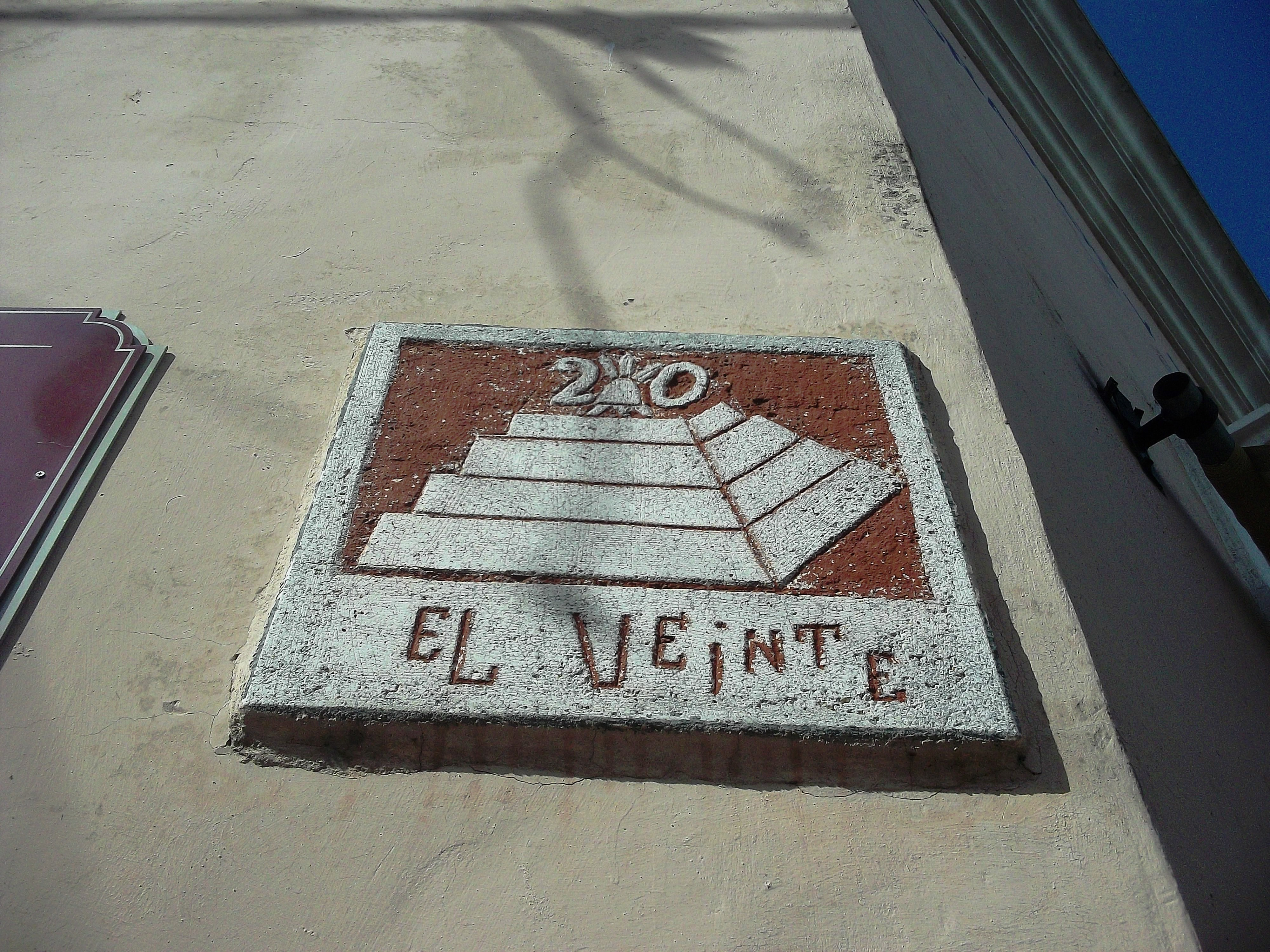
Esquina alusiva a la moneda de 20 centavos.

En muchos pueblos y en muchos sectores de la población de la Ciudad de México al peso se le dice varo. Sin embargo, este también puede tomar el significado general de dinero: “tener o no tener varo” sería equivalente a “tener o no dinero”. A los billetes se les dice billullo y al dinero en general se le dice lana, así como billeye o ribete. A una gran cantidad de monedas en poder de una persona también se le dice feria, cambio, morralla, sencillo y en años anteriores vuelto.
Esta gran diversidad de expresiones para nombrar el dinero circula en las diferentes regiones del país, predominando cada una de ellas en una zona o en otra; sin embargo, de manera general, al dinero se lo denomina la lana o marmaja.
Cuando los llamados viejos pesos estaban en circulación, al millón de pesos se le denominaba melón, pero con la reducción de tres ceros, el antiguo millón se convirtió en mil pesos, ganándose el apelativo de milagro, kilo, una milpa o una milanesa, aunque al millón actual se le sigue llamando melón.
En una conversación coloquial, cuando se supone que el interlocutor conoce el monto aproximado al que se hace referencia, a veces se omite el millar o el ciento, quedando de este modo trescientos pesos como tres pesos, tres bolas, tres varos; cinco mil pesos como cinco varos o cinco bolas en algunos lugares, en la mayoría, se dice solo el primer número: por ejemplo en lugar de decir "cien pesos" solo se dice "uno" y en caso de que al receptor no le quedase claro, se especifica la cantidad tal como es, también para referirse a cantidades de millón se utiliza la expresión "es (son) --- de los grandes"; por ejemplo, si un artículo costara un millón de pesos se diría "Es uno de los grandes"; diez pesos como "un diente" o “un diego”; veinte pesos como un benny o un ventilador; cien pesos como un ciego; doscientos pesos como una Sor Juana; quinientos pesos como un King Kong; mil pesos como un milagro, milpa o milanesa, entre otras formas ingeniosas para nombrar al dinero.
Al antiguo billete de 50 pesos que era azul claro se le decía "ojo de gringa".
En el caso particular del billete de cien pesos, es erróneamente llamado un Cuauhtémoc (un Cuauh o Temo) debido a que muchos creen que la efigie de dicho billete es precisamente Cuauhtémoc, cuando en realidad es Nezahualcóyotl, tal vez debido a que ambos personajes fueron tlatoanis el primero de México-Tenochtitlan último de estos y el segundo de Tetzcuco, Texcoco, principal formador de la Triple Alianza o bien, porque ambos son muy importantes en la Historia de México y porque ambos corresponden más o menos al mismo periodo histórico.
La expresión águila o sol al momento de lanzar una moneda, surge del popular uso de la vieja moneda de veinte centavos, la cual tenía en el reverso la pirámide del Sol en Teotihuacán y en el anverso el escudo nacional. Esa expresión adquiere sentido nuevamente, ya que la moneda de 10 pesos tiene a Tonatiuh (Dios del Sol) y el escudo nacional.
Otra expresión empleada es "ya me cayó el veinte" o "ya te cayó el veinte" la cual se emplea cuando una persona al fin logra comprender algo ("le funciona el cerebro") y hace referencia a la época cuando las máquinas tragamonedas (tales como los teléfonos) funcionaban con monedas de 20 centavos y solamente accionaban al momento de caerles la moneda dentro de ellas. Existe en inglés una expresión similar: "the penny dropped".
A las monedas de cincuenta centavos se les denomina tostones, en algunas regiones del país se les dice así también a los billetes de cincuenta pesos. El origen de esta denominación surge durante la colonia, ya que al Real de a ocho se le llamaba peso y a un Real de a cuatro (la mitad de un peso), tostón.
Ahora no existe una moneda o billete de 25 pesos o centavos, pero para referirse a esta cantidad se utilizaría la palabra peseta, por el antiguo precio de esta.
Aunque ya no son muy frecuentes, lo que no es lo mismo que retiradas de circulación, a las monedas de cinco centavos, se les conoce como quintos.

## Circulación en el interior del país
El circulante se compone de una base monetaria diaria que comprende los billetes y monedas en circulación que incluye los que están en poder del público más la caja de los bancos; y los depósitos bancarios en cuenta corriente tanto en banca comercial como en banca de desarrollo.
Las cantidades correspondientes a cada día hábil pueden observarse en la página web del Banco de México, desde 1989 hasta la actualidad, para conocer las cifras correspondientes a datos anteriores a 1989 deberán de consultarse a través de una solicitud al propio Banxico mediante el Instituto Nacional de Transparencia, Acceso a la Información y Protección de Datos Personales (INAI).
| Años | Base monetaria al 30 de junio de cada año |
| ---- | ----------------------------------------- |
| 2021 | 2,156,047.1                               |
| 2020 | 1,857,091.9                               |
| 2019 | 1,574,601.5                               |
| 2018 | 1,534,341.9                               |
| 2017 | 1,371,216.6                               |
| 2016 | 1,237,332.4                               |
| 2015 | 1,054,390.6                               |
| 2014 | 875,844.9                                 |

## Circulación en el exterior
La circulación en el exterior se encuentra limitada a algunos puntos fronterizos y tiendas departamentales en Estados Unidos, Guatemala y Belice.

### En Estados Unidos
En enero de 2007, la cadena Pizza Patrón anunció su nueva política "Pizza por pesos" en sus 59 sucursales que, en principio, permitió a los clientes de la cadena pagar las pizzas con pesos mexicanos por un tiempo limitado. Aunque la compañía no fue la primera en implementar ésta política en Estados Unidos, pese a que la decisión se produjo en un momento de debate cada vez más acalorado sobre la inmigración ilegal a dicho país y causó que se recibieran múltiples quejas y hasta amenazas de muerte en la antigua sede de Dallas, Texas y, desde que se aceptó la divisa mexicana en 2007, la negociación ha crecido en más de 100 franquicias en todo Estados Unidos, lo que también atrajo la atención de los medios de comunicación. Después de la primera semana de la promoción, un propietario informó que superó los 15 000 MXN$, cerca de US$1400 (equivalente a $1858 en 2023) en sus dos sucursales del sur de California, lo que representó aproximadamente el 20% de sus ganancias.
El 3 de mayo de 2007, la empresa informó que las ventas en los primeros tres meses de ese año aumentaron un 35% respecto de los primeros tres meses de 2006, lo que atribuyó el fuerte crecimiento de las ventas a la publicidad generada sobre el eslogan de campaña de "Pizzas por pesos" y dijo que su política de aceptación de pesos mexicanos, prevista inicialmente para durar hasta finales de abril, se está haciendo permanente.
De acuerdo con el Departamento del Tesoro de Estados Unidos, no es un delito pagar con moneda extranjera, porque las monedas internacionales son una forma legal para pagar dentro del país, por lo que hace que los pagos con pesos mexicanos se hayan extendido a diversas cadenas estadounidenses con sucursales fronterizas, entre ellas Walmart y otras de Estados Unidos ubicadas en las fronteras de México y Canadá.

### En Belice
Desde la apertura de la Zona Libre de Belice, se estandarizó el uso de la moneda mexicana, misma que es aceptada en los más de 300 establecimientos del área, aunque limitada solo al pago de efectivo y casas de cambio, pues aún no hay cajeros automáticos que puedan realizar este canje, ni pagos con tarjeta disponibles. A través del blog del portal de la página web de la Zona Libre de Belice se promueve la circulación del peso mexicano, para que los turistas provenientes de México, eviten canjear su moneda y la usen en todas sus compras.
De acuerdo con la Commercial Free Zone Act de 1994, reformada en 1999, 2000 y 2019, la circulación del peso mexicano en la Zona Libre de Belice es de curso legal, toda vez de que el Banco Central de Belice la reconoce junto al dólar estadounidense y beliceño.

### En Guatemala
En los departamentos limítrofes con México se suelen aceptar pagos en pesos mexicanos en diversos establecimientos, siendo más común en Tecun Umán. Incluso Banco Azteca cuenta con sucursales que cambian la moneda local a pesos mexicanos y viceversa.

## Circulación en plataformas digitales

### Circulación en la Banca digital internacional
El banco electrónico suizo Dukascopy Bank ofrece cuentas multidivisas entre las que considera al peso mexicano, incluso se pueden abrir subcuentas en peso mexicano de forma adicional a la cuenta principal.

### Circulación en procesadores de pago
En el procesador de pagos electrónicos PayPal, se puede abrir una cuenta personal o de negocios en pesos mexicanos para enviar, recibir o retirar fondos, incluso para el intercambio de divisas automático al momento de recibir un pago en moneda extranjera.

## Participación porcentual del intercambio de divisas
La distribución monetaria del volumen de negocios en pesos mexicanos en el mercado cambiario mundial de acuerdo a la participación porcentual media diaria de conformidad con el Triennial Central Bank Survey, nos dice el poder de cambio del peso mexicano ante el resto de monedas:
| Trienio                     | 1998 | 2001 | 2004 | 2007 | 2010 | 2013 | 2016 | 2019 | 2022 |
| --------------------------- | ---- | ---- | ---- | ---- | ---- | ---- | ---- | ---- | ---- |
| Volumen en millardos de USD | 7    | 10   | 21   | 44   | 50   | 135  | 97   | 111  | 114  |
| %                           | 0.5  | 0.8  | 1.1  | 1.3  | 1.3  | 2.5  | 1.9  | 1.7  | 1.5  |
| Rango Mundial               | 9    | 14   | 12   | 12   | 14   | 8    | 11   | 15   | 16   |

## Los cruces de monedas más negociados con el peso mexicano
De acuerdo con los datos proporcionados por el Bank for International Settlements correspondientes a los años 2013, 2016 y 2019 de los que se tienen datos, podemos conocer el comportamiento y la importancia de los principales pares de monedas/peso mexicano, así como los movimientos en el mercado interno y el internacional tal y como se aprecia en el siguiente gráfico:
| Año  | Tasa de cambio USD/MXN | Tasa de cambio USD/MXN | Tasa de cambio USD/MXN | Tasa de cambio USD/MXN | Tasa de cambio USD/MXN | Tasa de cambio USD/MXN | Otras divisas | %   | Mercado Total | %   |
| Año  | Mercado total          | %                      | Mercado interno        | %                      | Mercado global         | %                      | Otras divisas | %   | Mercado Total | %   |
| ---- | ---------------------- | ---------------------- | ---------------------- | ---------------------- | ---------------------- | ---------------------- | ------------- | --- | ------------- | --- |
| 2010 | 10                     | 0.3                    | 17                     | 0.3                    |                        |                        |               |     | 50            | 1.3 |
| 2013 | 128                    | 2.4                    | 32                     | 0.5                    | 96                     | 1.8                    | 7             | 0.1 | 135           | 2.5 |
| 2016 | 90                     | 1.8                    | 20                     | 0.3                    | 70                     | 1.4                    | 7             | 0.1 | 97            | 1.9 |
| 2019 | 102                    | 1.5                    | 20                     | 0.2                    |                        | 1.7                    |               | 0.1 | 111           | 1.7 |
| 2022 | 103                    | 1.4                    | 19                     | 0.2                    |                        | 1.5                    |               | 0.2 | 114           | 1.5 |

En 2013 el par USD/MXN representó el 94.82% de todo el volumen negociado de divisas respecto al peso mexicano, mientras que el intercambio con otras divisas fue de solo un 5.18%. Para 2016 el cruce USD/MXN fue de un 92.78%, mientras que las otras divisas acapararon un volumen de solamente 7.22%. Para 2019 se tiene registro de que el 83% de las transacciones en pesos mexicanos se lleva a cabo en el exterior.
Entre las otras divisas, aunque su volumen es mínimo, se destacan los pares CAN/MXN y EUR/MXN. En menor medida se intercambian los pares CHF/MXN, AUD/MXN, NZD/MXN, BRL/MXN y CNY/MXN. En la frontera sur a la par del USD/MXN también se cotiza el cruce GTQ/MXN y en mucho menor medida el BZD/MXN.

## Cronología
| Predecesor: Real mexicano | Peso mexicano 1863-presente | Sucesor: Vigente |